# Club Alianza Lima
El Club Alianza Lima, conocido como Alianza Lima, es una institución deportiva y social con sede en el distrito de La Victoria, en la ciudad de Lima, capital del Perú. Fue fundado como un club de fútbol, el 15 de febrero de 1901, por un grupo de adolescentes de clase obrera del antiguo barrio de Las Chacaritas en Lima que deseaban practicar este deporte. Actualmente, es el club más longevo que disputa la Primera División del Perú.
Los fundadores, quienes en principio bautizaron al club como «Sport Alianza», adoptaron aquel nombre en honor a la caballeriza Alianza, ubicada en el jirón Cotabambas, donde se disputaron sus primeros partidos. Es considerado como uno de los tres grandes del fútbol peruano. Hasta la fecha posee veinticinco títulos nacionales, dos copas de la liga y una supercopa peruana. Su mejor actuación a nivel internacional se dio en el año 1976 cuando fue campeón de la Copa Simón Bolívar. Otra de sus mejores actuaciones a nivel internacional se dieron en los años 1976 y 1978, cuando llegó a las semifinales de la Copa Libertadores de América y en 1999 por la Copa Merconorte llegando a la misma instancia.
Los colores del club son el azul y el blanco. Por la ascendencia italiana de Eduardo Pedreschi, miembro fundador, se decidió que la primera indumentaria tuviera colores de la bandera de Italia. Así, los primeros uniformes fueron de color verde con blanco. Luego, se incluyeron los colores de la caballeriza en el uniforme, que eran el azul, blanco y negro, los cuales se portaron en la camiseta, pantalones y medias respectivamente. Años después, se confeccionó el uniforme blanquiazul a modo de franjas, que se usa hasta la actualidad.
Su actividad futbolística comenzó en los primeros años posteriores a su fundación; sin embargo, los encuentros eran amateur, así como de carácter amistoso en diversas oportunidades. Es el único club sobreviviente de los que fundaron, en 1912, la Liga Peruana de Football, donde el club jugó por primera vez dicho torneo.
Ejercer su localía en el Estadio Alejandro Villanueva, popularmente conocido como «Matute» por el lugar en donde se ubica, del cual es propietario absoluto, y que lleva el nombre de uno de los futbolistas más relevantes de la historia aliancista. Fue inaugurado el 27 de diciembre de 1974 y se encuentra ubicado en el cruce de la avenida Isabel La Católica con el jirón Abtao, en el barrio de Matute, en el distrito de La Victoria en la ciudad de Lima. Su capacidad total es de 33 938 espectadores. En su inicio, posterior a su construcción, se le conocía como Estadio Alianza Lima, nombre que años más adelante se modificó por el que posee hasta el día de hoy.
Sus clásicos rivales son Universitario de Deportes, en el cual Alianza Lima muestra una ventaja, al contar con 142 victorias frente a 123, y ante el Sporting Cristal, club al cual supera con un margen de 76 victorias frente a 68. También mantiene rivalidades tradicionales con Deportivo Municipal y Sport Boys.
En los últimos años, distintas encuestas y estudios socioeconómicos realizados por diferentes casas encuestadoras coinciden en ubicar a Alianza Lima como el club con más simpatizantes en el Perú, seguido por Universitario y Cristal en su gran mayoría.
En el año 2019, la CONMEBOL lo consideró como el club peruano más popular de Sudamérica. También fue ubicado como el sexto equipo más popular de la región, solo superado por Flamengo, Corinthians, Boca Juniors, São Paulo y River Plate.
El club también cuenta con representación en la rama del fútbol femenino con su equipo Alianza Lima femenino que participa en la Liga Femenina FPF. Asimismo desarrolla otras disciplinas deportivas, entre ellas destaca el equipo de Alianza Lima vóley que participa en la Liga Nacional Superior de Voleibol del Perú, y el equipo de eSports, actual campeón de la Liga Peruana de Pro Evolution Soccer.

## Historia
La pasión popular por el Alianza Lima, al igual que el activismo de los sindicatos y las luchas obreras de inicios del siglo XX, sería una expresión complementaria de los deseos de integración al sistema político y económico de los pobres y excluidos de entonces.

El fútbol en el Perú de principios del siglo XX se encontraba en fase de desarrollo, y el acceso se limitó a la clase adinerada. Los jóvenes de la élite de Lima lo aprendieron en Inglaterra, y cuando volvieron lo practicaron con inmigrantes y marineros británicos que residían en el país o llegaban a los puertos ocasionalmente. Sin embargo, la difusión del fútbol aumentó, llegando a diversos lugares de la capital peruana. La gestación de Alianza (en un principio Sport Alianza) fue la antítesis de esta idea, debido a que se fundó en un ambiente netamente popular, sin contar con ninguna influencia de las altas esferas de la sociedad limeña. La imagen que proyectaba Alianza como equipo popular aumentó cada vez más, atrayendo tempranamente a muchos simpatizantes de bajas condiciones que veían en las victorias del equipo aliancista, su propio triunfo frente a la adversidad, un triunfo que sería impensado en otros aspectos de la vida cotidiana y la oportunidad de revertir todo orden socioeconómico o político para poder competir sin desigualdades. Todo ello lo convirtió e identificó como el equipo de la clase obrera.

### Fundación

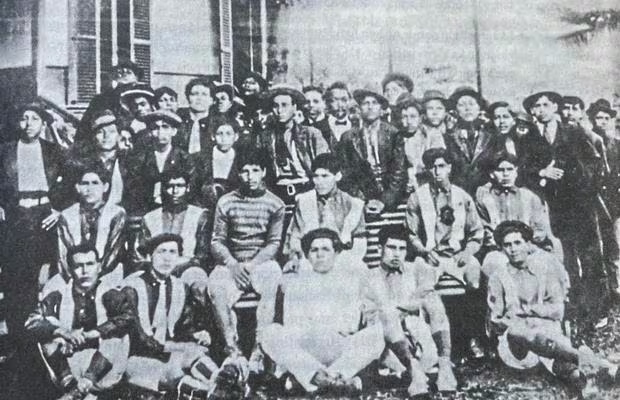
Grupo de adolescentes fundadores del Alianza Lima.

El Club Sport Alianza, como se llamó el club en primer lugar, se fundó el 15 de febrero de 1901 en el jirón Cotabambas, en el barrio «Las Chacaritas», cerca de la Alameda Grau, y adoptaron el nombre de "Alianza" en honor a la caballeriza Alianza propiedad de Augusto B. Leguía y H.M. Beausire, en la cual los trabajadores del lugar les dieran permiso para jugar en dicha caballería y así practicar el fútbol. Dicho recinto se ubicaba en borde del Cercado de Lima. La idea era formar un club de fútbol que defendiera a la comunidad ante equipos de otros barrios. El día de la fundación se dirigieron a la quinta llamada los Gallinacitos, concretamente a una casa que estaba signada con los números 323 y 327, propiedad de la familia Chacaltana, donde se fundó el club aliancista. Los muchachos en la totalidad vivían en la ciudad de Lima, y provenían de familias que ejercían trabajos de carpintería, verdulería y comercialización. Los primeros jugadores pertenecían a una clase obrera. El clima interno que existía entre los fundadores hizo que se les conozca con el apodo de los íntimos.
José Carreño, uno de los fundadores y poblador del jirón Cotabambas ofreció su casa como primer local institucional, ofrecimiento que agradó mucho a los demás fundadores ya que hasta ese momento el club no tenía un punto de reunión establecido, por lo que las calles eran sus habituales concentraciones. Carreño fue uno de los que contribuyó a formar parte de la directiva, su siguiente local fue en Carlos de los heros, pues en el hogar de Carreño, su familia se resistió a la idea, y no estaba convencido totalmente, dado el humilde proceder de todos ellos, que al cabo de tres meses, no pudieron seguir pagando la mensualidad, que las reuniones se hicieron en la vía pública, así continuaron hasta que la familia Galindo (Carlos y Plácido) los acogió en su casa, pero luego siguió la inestabilidad que el club fue cambiando de local y sedes. Los documentos sobre los primeros años de Sport Alianza son escasos, recién a partir de 1920 existen archivos con el nombre Alianza Lima. Más allá de la falta de escritos, se reconoce como fundadores a Eleodoro Cucalón, Augusto Cucalón, Eduardo Pedreschi, Wilfredo Pedreschi, Carlos Pedreschi, Adolfo Pedreschi, Rodolfo Pérez, Manuel Carvallo, Ismael Carvallo, Guillermo Carvallo, Julio Chacaltana, Manuel Arana, Antonio La Torre, Alberto La Torre, José Carreño, Hipólito Venegas, Eduardo Méndez, Carlos Villarreal, Alberto Palomino, Antonio Palomino, Alberto López, Luis Buitrón, José Paulet, Luis Litardo, Alberto Moncada, Julio Rivero, Cirilo Cárdenas, Faustino Justino Mendoza, entre otros. Actualmente cuenta con más de 2000 socios registrados oficialmente. Fueron desde niños hasta adolescentes de siete a dieciocho años de edad, siendo ninguno de ellos, paradójicamente, de raza negra, ya que al equipo aliancista se le relacionaría posteriormente con la cultura afroperuana.

Es recién entre los años de 1920 y 1930 que se produce una fuerte identificación de la población afroperuana con Alianza Lima, con los obreros, y con La Victoria como un barrio popular emblemático.

### Era amateur (1912-1950)

#### Fundador de la Liga Peruana de Football y primer bicampeonato (1912-1921)

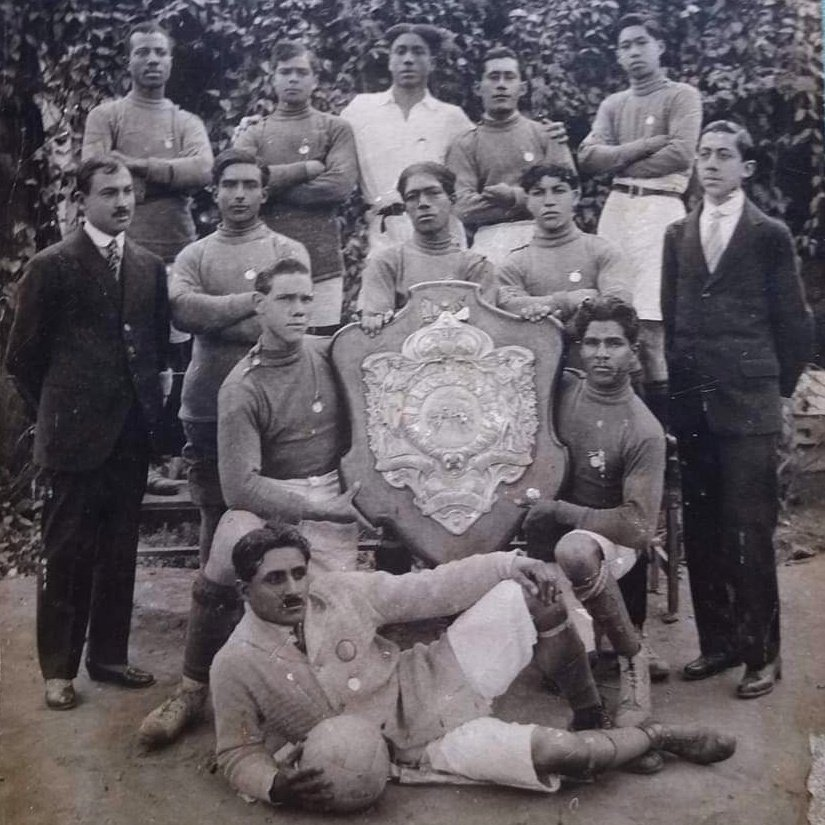
Plantel aliancista campeón en 1918.

Sport Alianza logró su primer título a los 6 años de su participación en la Liga Peruana de Football. Empezó en 1912, y luego de una fructífera campaña logró el campeonato de 1918. Entre los años 1912 y 1919, el club utilizó de forma alterna dos uniformes titulares: uno que portaba camiseta azul entero y otro blanco con un diseño listado, con mangas azules y una franja vertical azul por el medio, el cual sería con el paso del tiempo, el tradicional uniforme blanquiazul de Alianza Lima. El 5 de mayo de 1912, Sport Alianza jugó su primer partido oficial frente al Jorge Chávez. El encuentro se realizó dentro del primer torneo organizado por la Liga Peruana de Fútbol, el cual duró hasta 1921. El año 1919, fue especial para la institución aliancista, pues logró el título por segunda vez consecutiva, consiguiendo el primer bicampeonato de la historia blanquiazul. Además, ese mismo día ganó la Copa de Campeones del Perú, una Supercopa Peruana que solo se jugó ese año y así se convirtió en el primer club en conseguir un doblete en la historia del Fútbol Peruano al obtener la Liga y Supercopa del mismo año. Por entonces el Sport Alianza era ya un equipo popular que contaba con muchos adeptos. 
La década de los años 1920 marcó dos hechos importantes en la historia del club, con los cuales terminó de formar su identidad. Primero, pasó de llamarse Sport Alianza a convertirse en Sport Alianza Lima, para luego convertirse finalmente en Alianza Lima. Este suceso quedó registrado, el 24 de enero de 1923, en la edición del diario La Crónica, donde se publicó la nómina del Directorio Fiscal del Club Sport Alianza Lima, posteriormente la palabra inglesa Sport sería suprimida, hasta conseguir la denominación actual. Hasta el momento no se tiene conocimiento si fue alguien en particular el autor del nombre, pero se intuye que fue elegido por decisión popular, ya que entonces se reconocía el hecho de que todos sus jugadores eran capitalinos. Y segundo, apareció el jugador que representó al posterior estilo de juego con el que se caracteriza el club: Alejandro Villanueva. Se le reconocía por su buena técnica, figura alargada y morena. Se consideraba que no recorría la cancha sino que la caminaba a trancos largos y la medía con la mirada. Le gustaba la inspiración y la genialidad.

#### Primer Rodillo Negro y primer tricampeón del fútbol peruano (1926-1937)

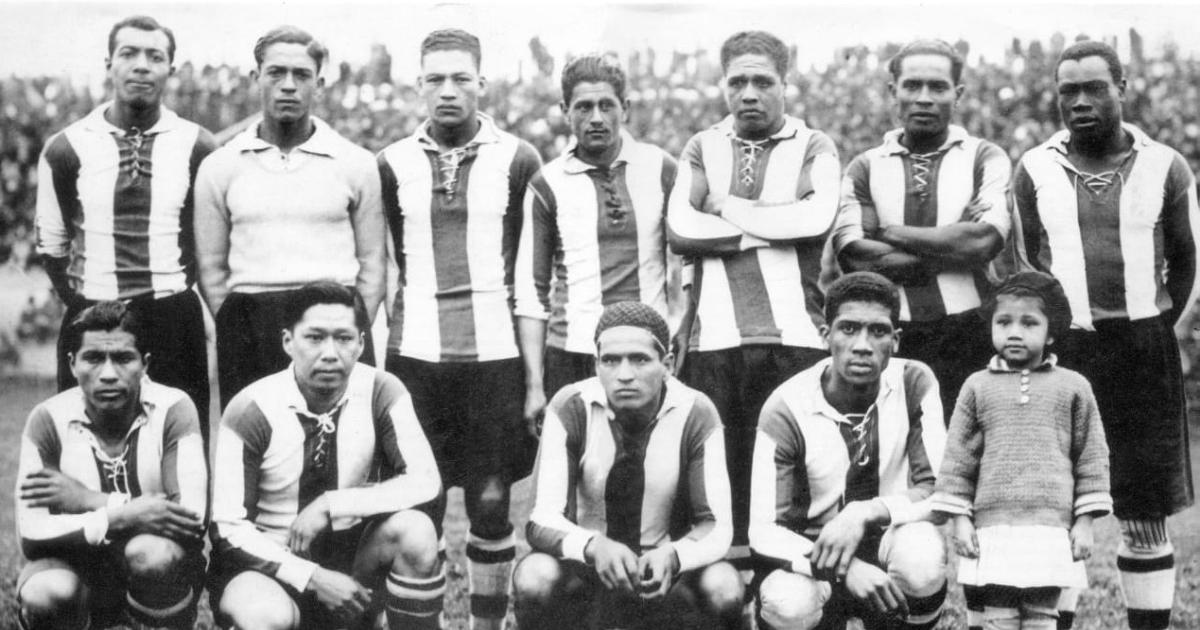
Plantel del Alianza Lima en 1933, que consiguió el tricampeonato.

En los años 1920 el equipo aliancista pudo conseguir los títulos de 1927 y 1928, siendo su segundo bicampeonato de liga. En el año 1929, cuando parecía que Alianza Lima conseguiría un nuevo campeonato, fue castigado a perpetuidad por problemas con la Federación Peruana de Fútbol, ya que el vicepresidente de Alianza en ese entonces, Enrique Vergara, le envió una carta informando que los jugadores aliancistas no participarían en la selección debido a que el club se encontraba en «una deplorable situación económica». Ante este hecho, el ente rector decidió suspenderlos. Al final del torneo, Universitario de Deportes resultó el campeón del torneo.
Debido a ello, el equipo victoriano se limitó a pasearse los domingos por distintas haciendas y pueblos aledaños a Lima en busca de partidos informales, bajo el sobrenombre de Los Íntimos. 

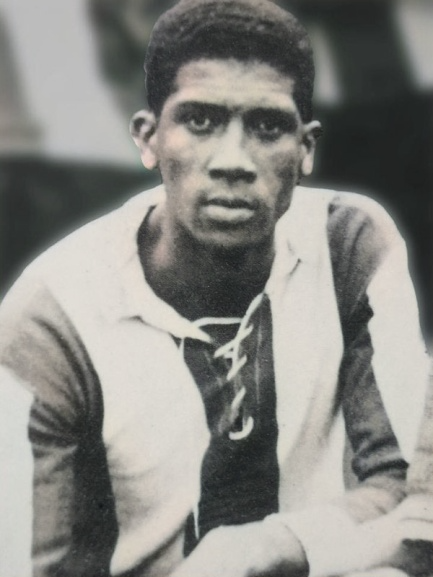
Alejandro Villanueva, máximo ídolo de Alianza.

En 1930, cuando el Atlético Tucumán de Argentina había derrotado a todos los equipos peruanos que le tocó enfrentar, los medios y los aficionados presionaron para que Alianza Lima jugase. Luego de un pacto entre la Federación Peruana de Fútbol y Alianza Lima, se les levantó el castigo impuesto para que puedan jugar frente al cuadro argentino, con la condición que aportasen jugadores el domingo siguiente para la selección peruana, que debía jugar el Sudamericano de Argentina. Alianza accedió y finalmente el domingo 9 de febrero de 1930, Alianza Lima goleó al Atlético Tucumán por 3:0 y el 15 de febrero de 1931, Alianza celebró sus 30 años de fundación con una victoria de 4:0 sobre el Hajduk Split de Yugoslavia. Un año antes se llevó a cabo la primera Copa del Mundo en Montevideo, Uruguay. La selección peruana asistió a dicho acontecimiento, teniendo en su plantel a 8 jugadores aliancistas. Ese mismo año, sería el comienzo del tricampeonato. Alianza Lima comenzó a hacerse popular internacionalmente luego de realizar una exitosa gira por Chile en los años 1930, luego de la cual el equipo fue considerado como el Rodillo Negro; este equipo lo conformaron el arquero Juan Valdivieso, junto con un ataque donde destacaron, José María Lavalle, Adelfo Magallanes, José Morales, Teodoro Fernández, Jorge Sarmiento y Alejandro Villanueva. Durante su estadía en tierras chilenas golearon al Colo-Colo por 8:1 el 27 de marzo de 1933 y al final de dicho año, Alianza también consiguió su tercer Torneo de Primeros Equipos consecutivo.

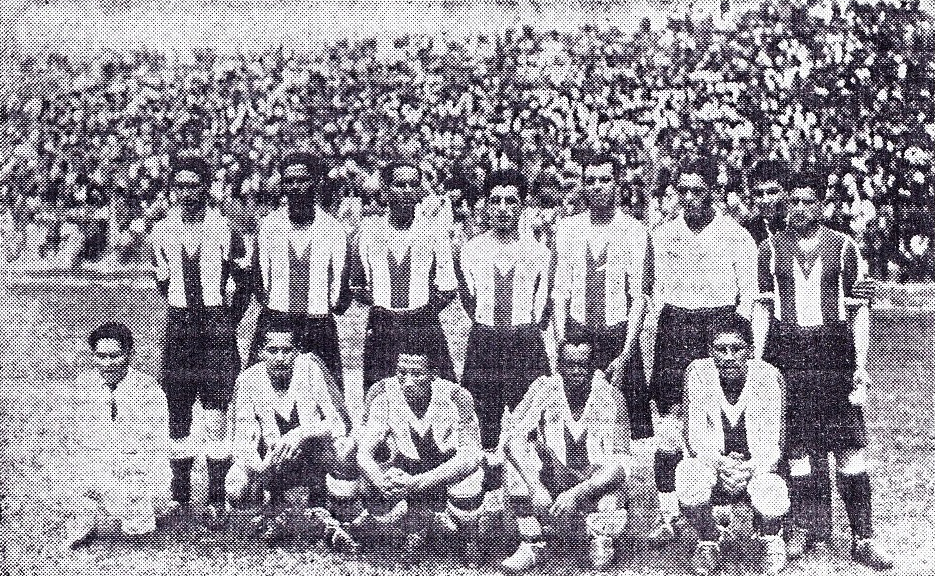
Equipo aliancista de 1934 que conquistó el primer lugar, actualmente reclamado por el club a la FPF.

El campeonato realizado en 1934, Universitario de Deportes lo derrotó en un partido de definición. Dicho campeonato ha resultado polémico ya que la tabla de posiciones final sumaba los puntos del torneo de primeros equipos y 1/4 de los puntos del torneo de reservas en la clasificación general. Al quedar empatado el torneo de primeros equipos, el torneo de reservas le dio al Alianza Lima la ventaja final en la clasificación general por 0.25 puntos, después de la última fecha en la cual Alianza ganó al Universitario los partidos en ambas categorías. Universitario reclamó (consideraba esto injusto) y tras un partido, en el cual ambos equipos acordaron disputar el partido de desempate, Universitario ganó el torneo. Al respecto, existe una controversia sobre el equipo a quien debió otorgarse el título de ese año. En años recientes, ha surgido la teoría basada en los periódicos de esa época hasta inicios de 1950 de que el mencionado partido definitorio, no definía el título absoluto de ese año sino solo el de Primeros Equipos, pues estos medios siempre daban como ganador al cuadro íntimo; sin embargo, se empezó a dar a la U como el campeón de ese torneo a inicios de los años 70. Existe polémica en cuanto a esto, pero tanto la FPF, la ADFP consideran a Universitario como el campeón de dicho año. En el año 2013, Alianza Lima envió un reclamo formal a la Federación Peruana de Fútbol para corregir el palmarés del campeonato de 1934, aún sin respuesta oficial.
Para el año 1935 y 1937 el rodillo negro vuelve a quedar como subcampeón peruano. Cabe resaltar que en 1936 no hubo campeonato por los Juegos Olímpicos de Berlín 1936.

#### Crisis e irregularidad (1938-1946)

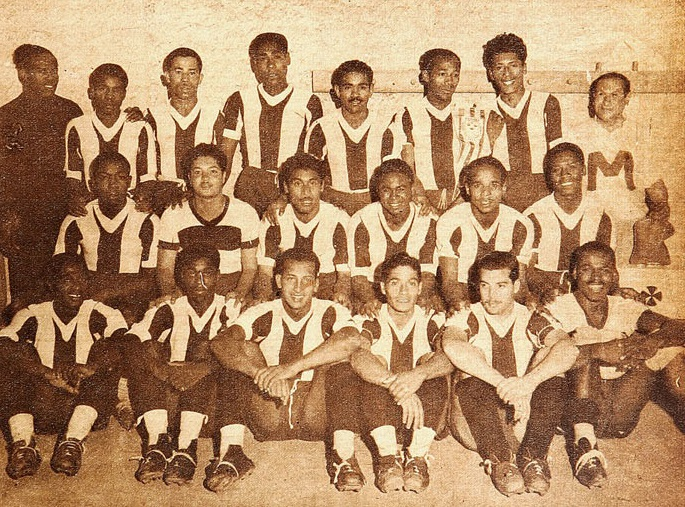
Plantel de Alianza Lima del año 1947 en su gira por Chile.

La alegría de los logros de la primera mitad de la década del 30 desapareció en el año 1938, luego de un campeonato deficiente, Alianza Lima ocupa el penúltimo lugar de la Liga Peruana tras perder 0:2 ante el Sucre y descendió a la Segunda División de la Liga de Lima. El motivo que llevó a una actuación tan deficiente en aquel año fue el rendimiento en declive de sus mejores jugadores, cercanos a la edad del retiro y que se negaban a dar paso a nuevas figuras. En 1939, Alianza fue partícipe del torneo de la División Intermedia en el Rímac, específicamente en la cancha del Potao. Una gran cantidad de aficionados al club aliancista acudía a dicho escenario para ver jugar a los blanquiazules".
En el debut, Alianza empató 0:0 con el Unión Carbone; no obstante, luego vino una racha de triunfos, entre ellos una goleada de 5:1 ante el Sportivo Uruguay. Alianza Lima culminó el torneo en el primer lugar, sin embargo, tuvo que jugar un partido decisivo frente a San Carlos (campeón de la Liga del Callao) para definir quién obtendría el pase a Primera en el llamado Ascenso a la División de Honor. Finalmente, Alianza ganó el encuentro, fue campeón y volvió a la Primera División en 1940, donde se mantiene hasta ahora. 
En general, la década de los 40 no fue muy fructífera para el cuadro grone, ya que solo pudo obtener un campeonato más para su palmarés, sumado a ello, durante los primeros falleció prematuramente a la edad de 35 años el ídolo aliancista Alejandro Villanueva en la sala Santa Rosa del hospital Dos de Mayo, el 11 de abril de 1944, víctima de tuberculosis.

### Era profesional (1951-presente)

#### Segundo Rodillo Negro y superclásicos históricos (1947-1956)
El título de 1948 rompió una sequía de 15 años (14 para otros expertos en la materia). Aquel equipo que se coronó campeón fue dirigido por un exjugador blanquiazul, Adelfo Magallanes. La base de ese equipo estuvo conformada por Teódulo Legario; Fuentes y Arce, Silva, Gonzáles y Heredia; Félix y Roberto Castillo, Salinas, Vargas y Pedraza; el cual estaba totalmente renovado y también tuvo el apelativo de Rodillo Negro. El equipo aliancista presentó un equipo con jugadores jóvenes y algunos veteranos. La experiencia fue representada en jugadores como Alejandro Gonzáles y Teódulo Legario; este último fue un jugador que disputó varios encuentros con la camiseta de Alianza. 

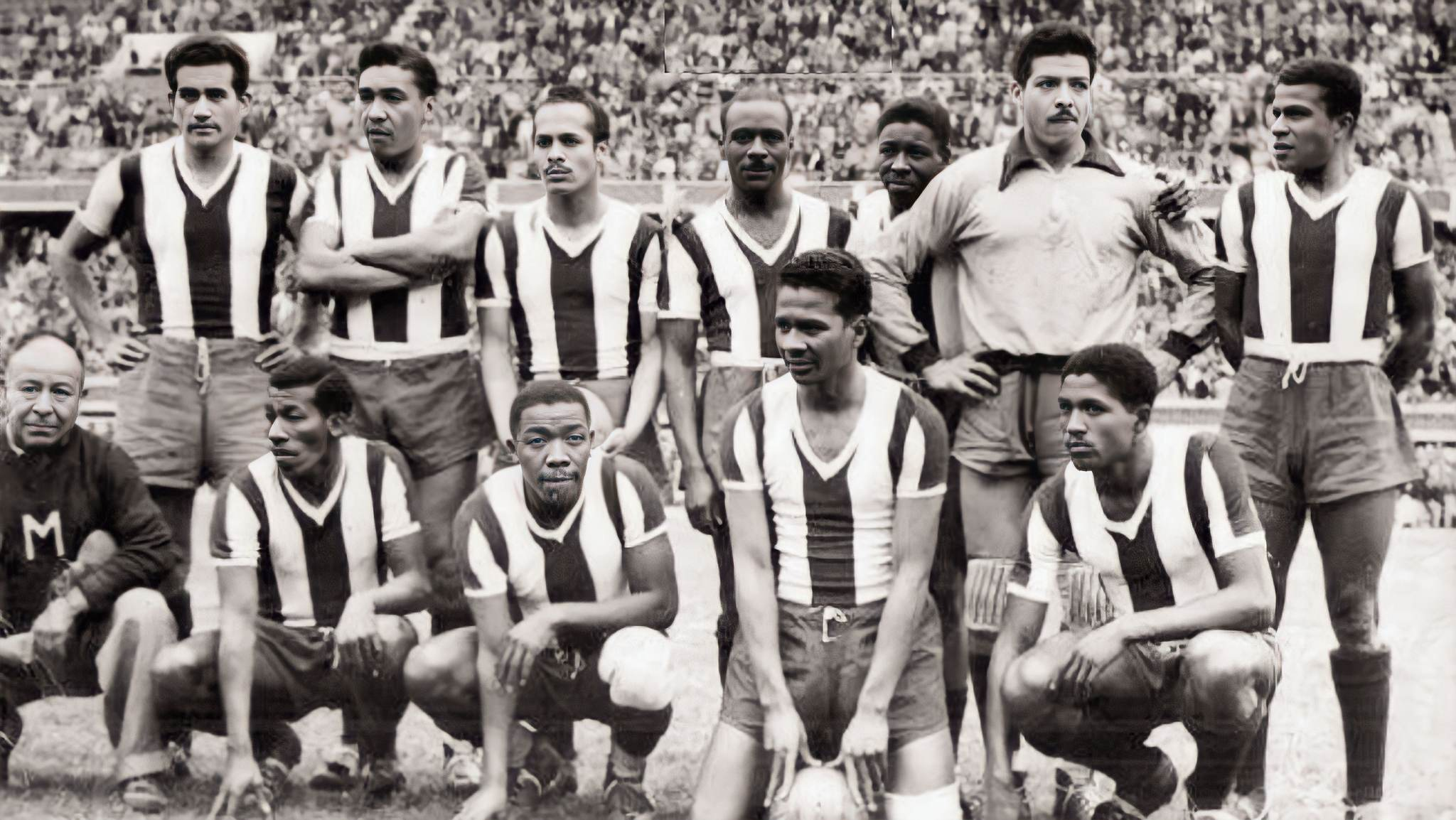
Equipo campeón de 1954.

Un año antes, en el primer Superclásico del año 1947, los íntimos golearon a la U en la final del Torneo Apertura por un abultado resultado de 4 a 1.
En el segundo Superclásico del año 1947 los cremas comenzaron ganando el primer tiempo por 3:1 de manera contundente. En la segunda mitad, Alianza dio vuelta el marcador en ocho minutos. Primero, Herrera marcó el 3:2 a los 70'; después, el árbitro cobró falta dentro del área, Arce ejecutó y anotó el gol de la paridad a los 73', y en el minuto 78 luego de varios rebotes en el área merengue, el balón llegó a los pies de Carlos Gómez Sánchez, quien con disparo cruzado marcó el gol del triunfo y de una remontada que quedó en la historia por la circunstancia en la que se dio. 

El 12 de junio de 1949, se produjo la goleada más abultada de los Superclásicos Alianza Lima, con cinco goles de Emilio Salinas, goleó por 9 a 1 a su eterno rival, Universitario de Deportes; y 22 días después se volvieron a enfrentar un 3 de julio, donde los cremas recibieron otra goleada, esta vez por el marcador de 5:0. Es decir, en menos de un mes, Alianza Lima le había anotado 14 goles a la U. La etapa de la Asociación No Amateur (ANA) culminó en 1950, dando paso a la era profesional del fútbol peruano en 1951. Es así como este deporte empezó a adoptar los estándares internacionales que requería el profesionalismo. 

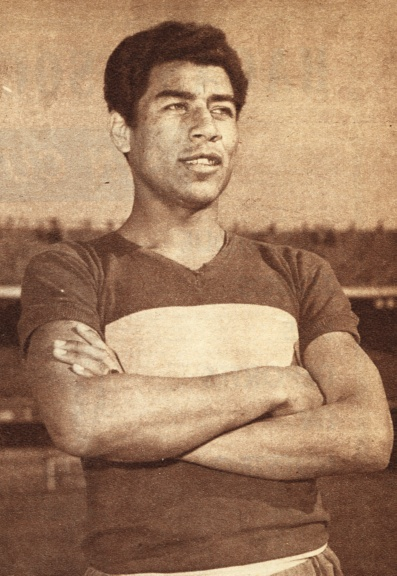
Víctor Benítez, gran jugador de los años 50 que jugó en Boca Juniors, AC Milan y el Inter de Milán.

Atlético Chalaco fue el primer rival de Alianza Lima en esta nueva era. Alianza debutó en la profesional con un triunfo de resultado 2:1; los dos tantos aliancistas los anotó Roberto Castillo. Al año siguiente de debutar en el fútbol profesional tras ser subcampeón, Alianza consiguió nuevamente el campeonato del fútbol peruano al finalizar primero en la tabla con 27 puntos, mientras que su escolta Sport Boys terminó en la segunda casilla con 5 puntos menos. A pesar del subcampeonato de 1953, al año siguiente consiguieron el título de 1954 para después volverse a coronar bicampeones en 1955, destacando Valeriano López, Máximo Mosquera y Óscar Gómez Sánchez. Cabe destacar la final disputada entre los clásicos rivales Alianza Lima y Universitario, donde los dos pelearon por el título en un partido definitorio, el cual ganaron los blanquiazules. El 26 de abril de 1956, Alianza goleó 6:1 al Club Aurora en la ciudad boliviana de Cochabamba y el 5 de agosto, Alianza enfrentó por primera vez al Sporting Cristal con victoria del cuadro aliancista por 2:1. Ese año quedaron subcampeonatos. Este Segundo Rodillo Negro obtuvo 4 Campeonatos de Primera División y 3 subcampeonatos.

#### Tercer Rodillo Negro (1961-1974)
Los años 1960 significaron la presencia de jugadores relevantes en su historia como lo fueron Víctor Zegarra, jugador de un toque destacable y muy habilidoso con el balón en los pies; ''Babalú'' Martínez y Pedro Pablo León, quien pasó parte de su niñez en Alianza y fue testigo de los logros conseguidos en años anteriores. Perico, como se le apoda, debutó con la divisa aliancista el 17 de febrero de 1960. En 1962, con jugadores como Rodolfo Bazán, Adolfo Donayre, Wantuil da Trinidade, Juan de la Vega, Rivas, Rodolfo Guzmán, Víctor Zegarra, Pedro Pablo León, Víctor Rostaing; entre otros, lograron otro campeonato tras ser subcampeones un año antes. La incorporación del zaguero Wantuil da Trinidade, significó romper la tradición de jugar solo con futbolistas peruanos en el profesionalismo. El objetivo blanquiazul en el año 1963 fue defender el título obtenido en la temporada anterior. Alianza Lima logró un nuevo bicampeonato para su historia obteniendo en total 28 puntos, relegando al Sporting Cristal a la segunda casilla con 25. Alianza volvió a sumar otra corona en 1965. A partir de 1966, el campeonato se volvió descentralizado.

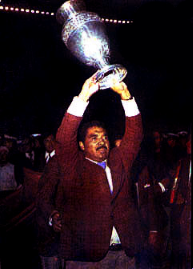
Marcos Calderón fue el entrenador campeón aliancista en 1975.

Más allá de los títulos conseguidos (1962, 1963 y 1965), los equipos peruanos de aquellos años denotaron un gran nivel futbolístico. En 1966, debutó con la camiseta de Alianza Lima un muchacho del distrito de Puente Piedra llamado Teófilo Cubillas. Cubillas, fue una de las máximas figuras aliancistas durante casi una década. Nació el 8 de marzo de 1949, en Puente Piedra, jugó en el equipo Huracán Boys del distrito con tan solo 12 años. Ese año quedaron subcampeones. Desde su debut en la Primera División con camiseta de Alianza, su talento para jugar al fútbol lo convirtió en un ídolo del Perú. Curiosamente, desde 1966 a 1974 alianza sería protagonista del torneo muchas veces, mas no lograría coronarse como campeón.

#### La época dorada (1975-1978)
En los años 70, Alianza Lima conformó un equipo totalmente nuevo con una generación de jugadores que hicieron historia con Alianza lima al obtener los campeonatos de 1975, 1977 y 1978. Entre ellos destacaron los mundialistas Jaime Duarte, Hugo Sotil, Teófilo Cubillas, José Velásquez, Guillermo La Rosa, César Cueto (jugador que también se convirtió en ídolo por poseer, quizás, la mejor técnica que se ha visto en un futbolista peruano) y los goleadores Juan Rivero Arias y Freddy Ravello. En esta etapa, también llegó a las semifinales de las ediciones de 1976 y 1978 de la Copa Libertadores, su mejor posición en esa competencia. Además, obtuvo su único torneo internacional oficial, en 1976, al ganar la Copa Simón Bolívar (Torneo organizado por la Federación venezolana de fútbol). La selección de Perú que consiguió la Copa América de 1975, la clasificación a los mundiales de 1978 y 1982 y los cuartos de final del mundial de Argentina 78 estuvo conformada por los aliancistas mencionados.

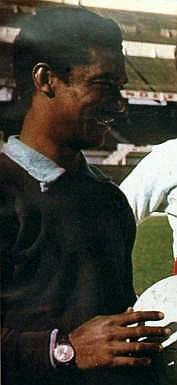
Didí logró consolidar un gran equipo en 1986 con la figura del "potrillo" Luis Escobar.

#### Torneos metropolitanos, torneos cortos y el accidente aéreo del Fokker (1979-1996)
Un conjunto de factores hizo de los años 1980 los más desagradables en la historia del club. Por más de los esfuerzos de la directiva en traer refuerzos (entre ellos José Velásquez y Guillermo La Rosa,) en la temporada 1982, no alcanzó para lograr el título. El equipo hacía buenas campañas de la mano de William Huapaya, Raúl Mejía y Eugenio La Rosa, pero no era suficiente para obtener el ansiado título nacional. En 1985 fue cuando los jugadores de las divisiones menores blanquiazules tomaron protagonismo en el equipo y aparecieron jugadores como Luis Escobar, Pacho Bustamante, Tomás Farfán y José Casanova. Gracias a ellos, y de futbolistas experimentados como Juan Illescas, se ganó el Torneo Regional de la zona Metropolitana. En 1986, ''el equipo del pueblo'' ganó el Torneo Descentralizado, dándole la posibilidad de disputar la final por el título nacional, pero terminó perdiéndola ante San Agustín. Marcos Calderón llegó a Alianza Lima en 1987 con treinta años como entrenador a cuestas. Cuando el campeonato de 1987 concluía y parecía que el título sería aliancista de nuevo, ocurrió una tragedia. El 7 de diciembre de aquel año, Alianza viajó rumbo a la ciudad de Pucallpa para enfrentarse en un partido correspondiente al campeonato nacional al Deportivo Pucallpa. Fue victoria aliancista por 1:0 con gol de Carlos Bustamante. Todo parecía decidido, y la afición aliancista empezó a especular con el ansiado título; sin embargo, eso no ocurrió. Listos para regresar a Lima, el equipo íntimo arregló con la Marina de Guerra del Perú para retornar en un vuelo chárter a bordo de un avión Fokker el 8 de diciembre. A tan solo kilómetros de aterrizar en el Aeropuerto Internacional Jorge Chávez, luego de constantes esfuerzos por parte del piloto, el avión cayó en el mar a la altura de la localidad chalaca de Ventanilla. El accidente se llevó la vida de 43 personas: 16 futbolistas, cinco miembros del cuerpo técnico, cuatro dirigentes, ocho barristas, tres árbitros y siete tripulantes; siendo el piloto el único sobreviviente del incidente. Alianza Lima finalizó su participación en el campeonato de 1987 jugando con juveniles y algunos jugadores prestados por el club chileno Colo-Colo, quien había vivido una tragedia similar y acudió en su apoyo. La amistad entre esos dos clubes se hizo fuerte desde ese momento. En 1988, el poeta César Cueto volvió del retiro para tratar de mejorar la triste situación que pasaba Alianza por ese entonces. Debido a que el cuadro blanquiazul no logró clasificarse al Torneo Descentralizado, debió jugar el Descentralizado ''B''. El ganador de dicho torneo obtenía la posibilidad de disputar la liguilla final por el campeonato nacional. Alianza, que era dirigido por Teófilo Cubillas, lo logró, mas el campeón terminó por ser Sporting Cristal. 
En 1989 y 1990, el club solo vuelve a ganar la zona de Lima, mientras que 1991 y 1992 fueron temporadas que pasaron desapercibidas. 

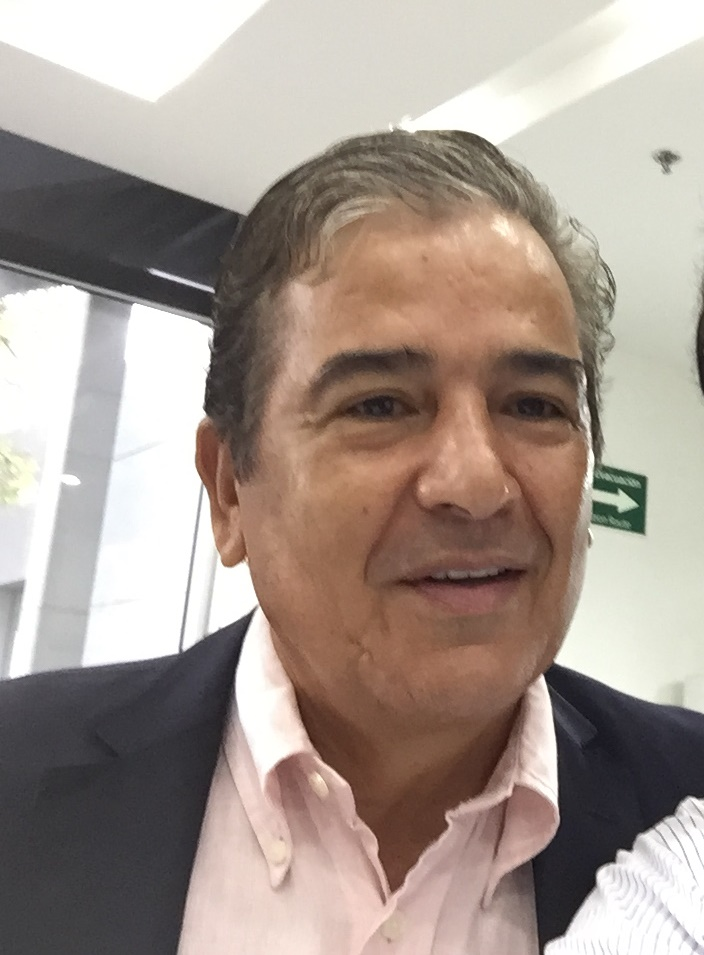
Jorge Luis Pinto supo hacerse un nombre como DT en Colombia, Venezuela y Costa Rica.

Miguel Ángel Arrué llegó en 1993 para ser el entrenador. Su trabajo consistió en darle mayor importancia a las divisiones menores y juveniles, alternándolos en el primer equipo hasta que adquirieran experiencia para ser titulares. A esta nueva camada de jóvenes se les conoció también como potrillos. Uno de estos jóvenes jugadores fue Waldir Sáenz, delantero que comenzó a brindar fútbol agradable a la vista y consiguió una racha goleadora. Con 31 goles en el año se convirtió en la revelación de la temporada, y con el paso del tiempo, en el goleador histórico del club. A falta de pocas fecha para ganar el campeonato, cuando parecía que Alianza obtendría el título nacional, bajó su nivel, por lo que tuvo que conformarse con la liguilla Pre-Libertadores José Soto, Paulo Hinostroza, Juan Saavedra, Darío Muchotrigo, Marco Valencia, David Chévez y Juan Jayo Legario también empezaron a sobresalir. 
En 1994 y 1996, el equipo queda en segundo lugar y en 1995 en tercero. 

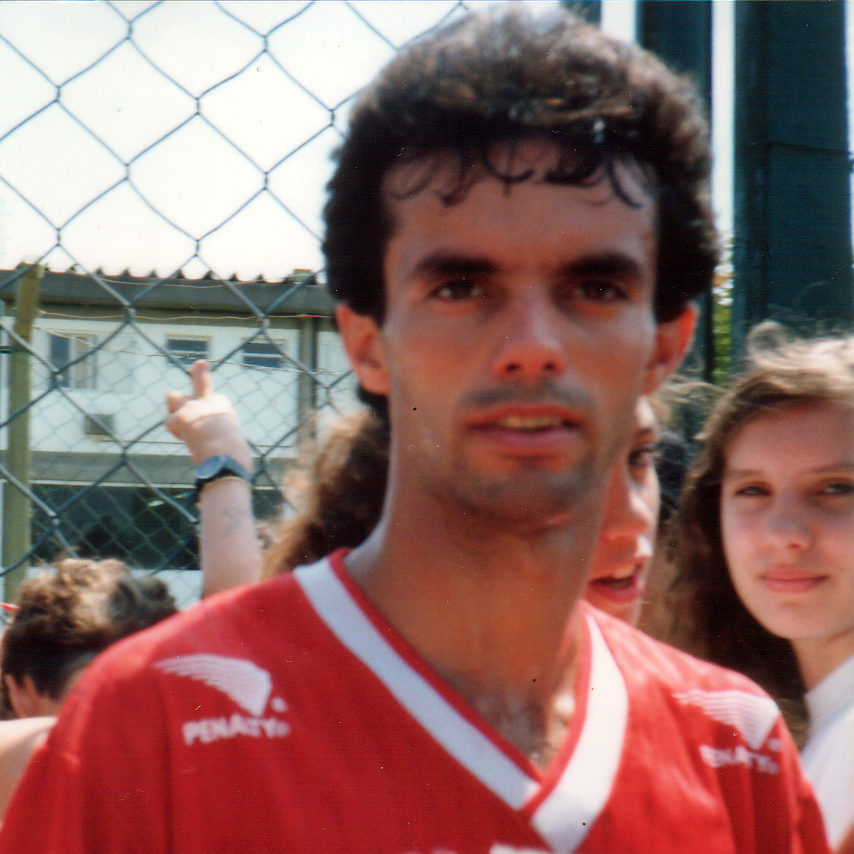
Palhinha, ex-seleccionado brasileño, fue clave en el título del centenario. (2001)

#### Resurgimiento y centenario del club (1997-2006)
Pasada una década de la tragedia, en 1997, el club victoriano se consagró campeón nacional luego de un partido en Talara (ya que consiguió el Torneo Apertura y Clausura de dicho año), marcando el fin de 18 temporadas sin lograr títulos nacionales. El entrenador campeón fue el colombiano Jorge Luis Pinto, y con una campaña destacada, Alianza pudo dar la ansiada vuelta olímpica.
Al año siguiente, Alianza clasificó a los octavos de final de la Copa Libertadores, en la que fue eliminado por Peñarol por definición por penales. En la Copa Merconorte 1999, quedó como líder de su grupo y la tanda de penales le impidió jugar la final. En el campeonato peruano, Alianza llegó a formar un buen plantel. Una clara prueba de ello fue la obtención del Torneo Clausura 1999 y el subcampeonato del Clausura 1998 y Apertura 1999. En aquellas temporadas destacaron Claudio Pizarro, Tressor Moreno y Sandro Baylón como revelaciones. El primer día del año 2000, perdió por un accidente automovilístico a su jugador Sandro Baylón, zaguero y volante de 21 años que llegaba al arco rival y anotaba goles. Alianza rindió una mala campaña en el Torneo Apertura del año 2000, ya que obtuvo resultados muy irregulares. No fue distinta la situación en el Torneo Clausura, donde su resultado más destacado fue la victoria frente a Unión Minas por 4:0 en Matute, por la tercera fecha del certamen.
La afición aliancista vivió un momento especial con la llegada del 2001. Era el año del centenario, y entre la hinchada blanquiazul se percibía un ambiente festivo. El 14 de febrero de 2001, los íntimos se enfrentaron contra el equipo que los ayudó en la tragedia de 1987: el Colo-Colo de Chile, aprovechando las buenas relaciones entre ambos clubes. El resultado terminó siendo favorable al cuadro peruano por 2:1. Al final del Apertura 2001, tanto blanquiazules como celestes lograron 46 puntos en 22 fechas, por lo que se jugó un partido extra, el cual ganó Alianza por 2:1. En ese mismo año, los juveniles Paolo Guerrero, Jefferson Farfán y Wilmer Aguirre fueron promovidos al primer equipo por el técnico interino Jaime Duarte. Luego de una paupérrima campaña en el Clausura, Alianza solo esperó rival para enfrentarse a final de año. El rival fue el Cienciano del Cusco quien coincidentemente también celebraba su centenario en el 2001. El 22 de diciembre en el estadio de Matute, Alianza ganó por el marcador de 3:2. Luego en el partido de vuelta que se jugó en Cusco, Cienciano ganó por la mínima diferencia. Cabe decir que en este año no se ejerció la regla del gol de visitante, por lo cual luego de jugados dos tiempos de 15 minutos se llegó a la definición por penales al tener como resultado global un 3:3. En la resolución, los íntimos conquistaron el campeonato al vencer por penales (4:3). Así, Alianza Lima se coronó campeón nacional el año de su centenario.
En el Torneo Apertura del 2002, Alianza logró un punto más (47) de los 46 que le dieron el título en el Apertura 2001, no obstante, no le bastó para obtener el título. La campaña en el Torneo Clausura se vio condicionada por la sanción que le impuso la Comisión de Justicia de la Federación Peruana de Fútbol al equipo aliancista, que consistió en la reducción de tres puntos en la tabla del campeonato por la supuesta negación de pasar el control antidopaje en la ciudad de Sullana. De los 45 puntos obtenidos, solo se le reconocieron 42 Luego, la Federación invitó al cuadro íntimo a participar en la primera edición de la Copa Sudamericana como campeón nacional del Perú.
En primera fase, en la llave peruana le tocó enfrentarse a su clásico rival, Universitario de Deportes, venciéndolo en los dos partidos, tanto en la ida como en la vuelta. Así, avanzó a la siguiente etapa del torneo. En la siguiente fase, jugó contra el Barcelona de Guayaquil, al cual eliminó previa tanda de penales, clasificando a la tercera etapa. En esa instancia, derrotaron al Nacional de Uruguay en Matute por la mínima diferencia y en el partido de vuelta en Montevideo, por diferencia de goles no pudo seguir avanzando y quedó eliminado.

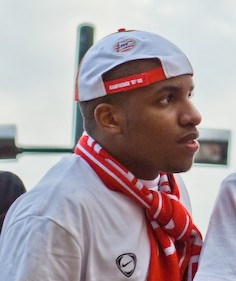
Jefferson Farfán, campeón en 2001, 2003, 2004 y 2021. Máximo goleador de Perú en eliminatorias.

A comienzos del año 2003, en la víspera de un nuevo Torneo Apertura, Alianza decidió, como veces anteriores, apostar por sus divisiones menores (Entre ellos destacaban Alexander Sánchez, Junior Viza, Roberto Guizasola, Rinaldo Cruzado y Juan Diego Gonzales-Vigil). El equipo mostró respuestas muy favorables, y se consolidó con el correr de las fechas bajo la dirección técnica de Gustavo Costas. El torneo corto le fue esquivo a Alianza, ya que terminó segundo por detrás de Sporting Cristal. Gracias a los buenos resultados en el Torneo Clausura 2003, Alianza se ubicaba en el primer puesto a falta de 7 fechas por concluir el torneo, superando por 5 puntos a su más cercano perseguidor, Alianza Atlético. Cuando se jugaban las últimas fechas, los jugadores de todos los clubes del campeonato, decretaron una huelga indefinida por la falta de pago que recibían de sus clubes. Es así como la Agremiación de Futbolistas le informó de la situación a los miembros de la ADFP (Asociación Deportiva de Fútbol Profesional), quienes decidieron que los equipos jueguen con sus sub-20. Esta medida trajo consigo más problemas que obligaron a la Federación Peruana de Fútbol a dar por terminado el Torneo Clausura 2003, nombrando como campeón del Torneo Clausura a Alianza por la ubicación en que se encontraba al momento de la suspensión, además de su puntaje obtenido durante todo el año. La Agremiación de Futbolistas, los miembros de la Asociación Deportiva de Fútbol Profesional y la Federación Peruana de Fútbol finalmente se pusieron de acuerdo y levantaron la huelga. El partido por el título nacional fue programado para el 31 de enero del año 2004. Alianza venció a Sporting Cristal con goles de Jefferson Farfán y Roberto Silva, consagrándose campeón nacional en el Estadio Nacional

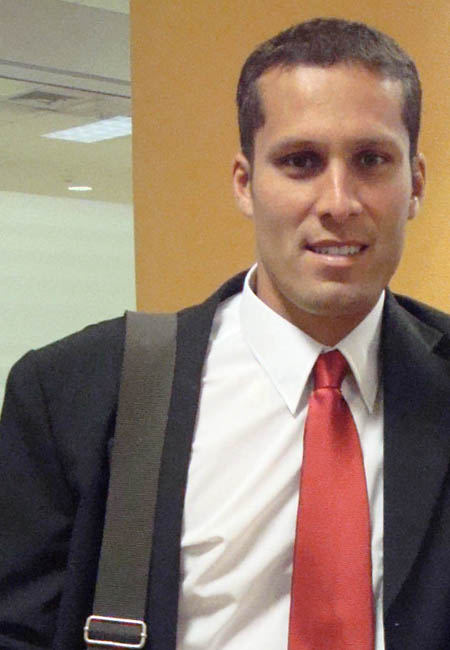
Leao Butrón, fundamental en la tanda de penales ante Sporting Cristal para conseguir el bicampeonato (2003-2004)

Alianza Lima ganó el Torneo Apertura 2004, donde entre los resultados más importantes se consideraron la goleada por 5:0 al Sporting Cristal y la victoria por 1:0 sobre Universitario de Deportes. Este último partido permitió a los blanquiazules dar la vuelta olímpica, una vez más, frente a su clásico rival en el estadio Alejandro Villanueva gracias al gol de Waldir Sáenz. El campeón del Torneo Clausura 2004 fue el mismo Cristal, por lo que Alianza debió ganar el derecho de jugar el Play Off (quedar entre los 6 primeros del Clausura), el cual obtuvieron en un partido frente a Cienciano en la altura de la ciudad del Cusco. El resultado final de la eliminatoria fue un empate, por lo que se llegó a la tanda de los penales. Norberto Araujo (jugador de Sporting Cristal) erró el penal decisivo, por lo que Alianza fue nuevamente bicampeón nacional. Destacaron, aparte de su cantera, Aldo Olcese, Marko Ciurlizza, Leao Butrón y Guillermo Salas.
Para el Torneo Apertura 2005, Alianza contrató al entrenador argentino Rubén Darío Insúa. Luego de jugadas catorce fechas del Apertura, con 15 puntos en la tabla de posiciones y ubicado en la séptima casilla, Insúa dimitió al puesto de Director Técnico de Alianza Lima. Wilmar Valencia fue contratado como entrenador por la nueva Comisión de Fútbol. El rendimiento del equipo bajo la batuta de Valencia no mejoró mucho, poniendo su cargo a disposición. La Comisión decidió entonces designar como nuevo entrenador a Roberto Challe. En los primeros partidos que dirigió Challe el rendimiento del equipo aliancista se mantuvo regular, y luego vino un alza evidente al ganar los cuatro últimos encuentros del campeonato. El 2005 no fue un buen año para el club íntimo. Militó la mayoría de fechas en los últimos lugares de la tabla, por lo que Alianza buscó la manera de conseguir el título del siguiente año.
En el 2006, de la mano del entrenador uruguayo Gerardo Pelusso, Alianza Lima logró el Torneo Apertura. Su máximo goleador en el año fue Flavio Maestri. Un empate frente a Sport Boys le bastó para obtener el título. En la segunda mitad del año, todo pareció indicar que Alianza conseguiría el Clausura y por consiguiente, el campeonato nacional. Sin embargo, hubo una caída de rendimiento por parte del equipo y finalmente Cienciano resultó ser campeón, por lo que Alianza volvió a jugar un nuevo Play Off, tal como en el año del centenario, frente al cuadro incaico. Cienciano consiguió una victoria por la mínima diferencia en Cusco y Alianza lo derrotó 3:1 en Lima, lo que significó la corona número 22 en la historia del club de la mano de los chilenos Rodrigo Pérez y Fernando Martel.

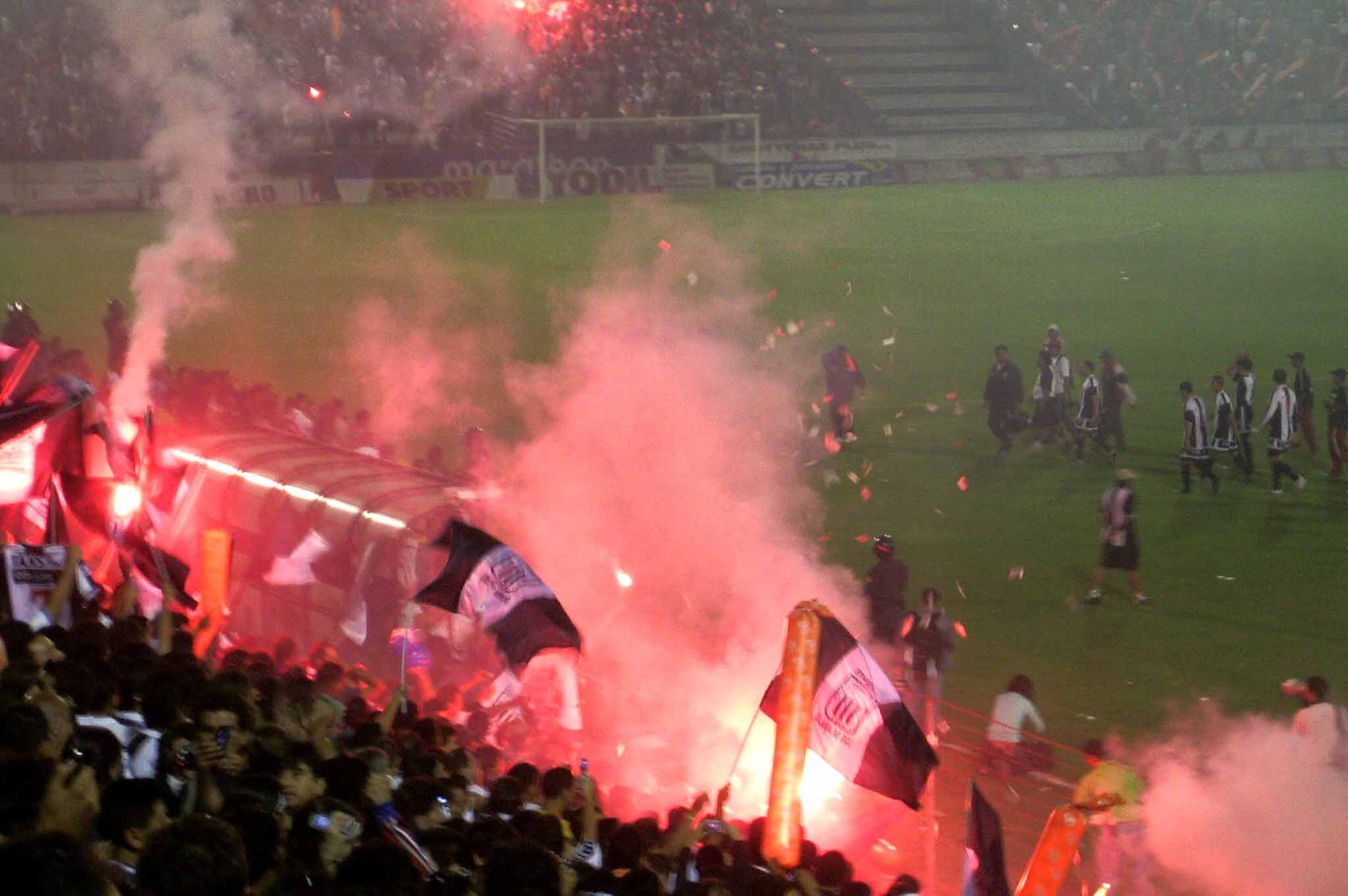
Estadio Alejandro Villanueva en la final del Campeonato Descentralizado 2006.

#### El proceso concursal y recesión económica (2007 - 2016)
Para la primera parte del año 2007 Alianza mantuvo el mismo Director Técnico. Gerardo Pelusso fue el encargado de guiar a los blanquiazules en el Torneo Apertura de aquel año. En el ámbito internacional, Alianza cumplió una nefasta campaña en la Copa Libertadores en la que desafortunadamente no logró conseguir punto alguno. El equipo blanquiazul nunca encontró el rumbo y terminó sexto al finalizar el Apertura, lo que le permitía tentar el campeonato nacional. Al comenzar la segunda parte del año se confirmó la ida de Gerardo Pelusso del club blanquiazul y se contrató a otro uruguayo, Diego Aguirre. El entrenador no conocía el medio local y una serie de resultados insostenibles se encargaron de su rápida salida del club victoriano. El chileno Miguel Ángel Arrué fue nombrado Director Técnico del primer equipo. Lamentablemente para sus intereses, Alianza terminó cuarto por diferencia de goles con Cienciano que terminó tercero, quedando a un paso de disputar la final.

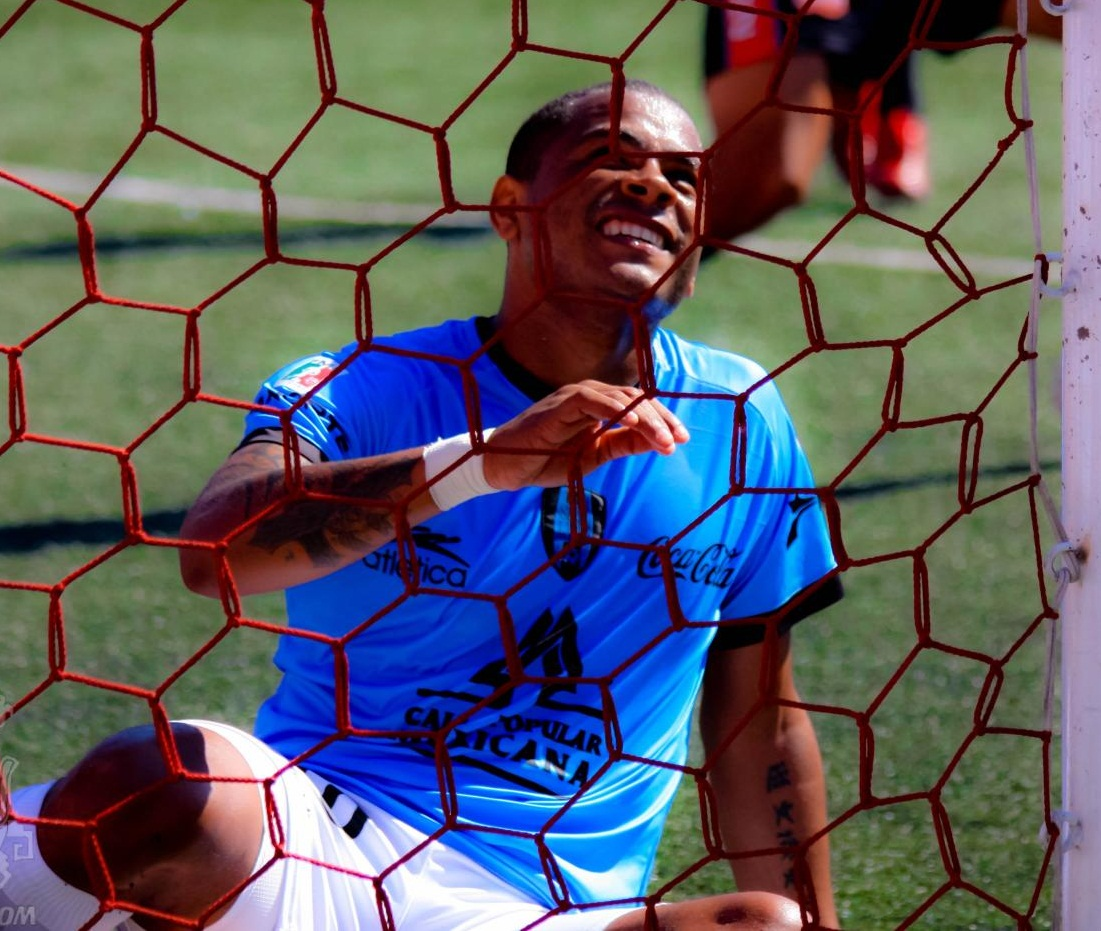
Wilmer Aguirre, autor de los tres goles ante el vigente campeón de la Copa Libertadores, Estudiantes de La Plata. (2010)

El formato del campeonato peruano sufrió variantes significativas en el 2009. Miguel Ángel Arrué siguió dirigiendo al equipo íntimo tanto en la pretemporada como en los primeros partidos del Torneo Apertura. No obstante, por el bajo rendimiento y los malos resultados (antepenúltima posición con 9 puntos en ocho encuentros disputados), fue cesado del cargo el 30 de marzo. Su reemplazante, de forma interina, fue el exjugador y capitán aliancista José Soto Gómez. Los malos resultados continuaron bajo su dirección técnica, lo que desembarcó en la contratación del entrenador venezolano Richard Páez, quien dirigió a los blanquiazules hasta la fecha 23 del Torneo Clausura. Alianza se encontraba en puestos de descenso, y las últimas fechas sirvieron para definir la suerte del elenco victoriano. Ante un pedido de la dirigencia, José Soto decidió volver a dirigir a Alianza Lima en el tramo final del torneo. Finalmente, luego de importantes victorias ante José Gálvez y Sporting Cristal en el estadio de Matute, Alianza logró la permanencia en la penúltima fecha, pues Sport Ancash empató 2:2 con Atlético Minero, resultado que le permitió continuar en Primera División.
El número de equipos participantes aumentó a 16 y la primera parte del torneo constó de 30 fechas en enfrentamiento directo ida y vuelta. Luego, al llegar a la segunda parte del campeonato, los equipos fueron separados en dos grupos de ocho según su posición final: los que terminaron en las posiciones pares fueron a un grupo y los impares a otro. En estos grupos el puntaje no volvió a cero; cada equipo empezó con el puntaje hecho en la fase regular. Así, los líderes de ambos grupos disputaron el título Nacional en dos Play Offs. Al llegar a dicha instancia, Alianza solo logró el subcampeonato, pues cayó como visitante por 1:0 en el partido de vuelta frente a Universitario (previo 0:1 en la ida). A diferencia de las dos campañas anteriores, el equipo aliancista clasificó a la Copa Libertadores al ganar su grupo respectivo. Durante toda la temporada, Alianza estuvo bajo la dirección técnica de Gustavo Costas.

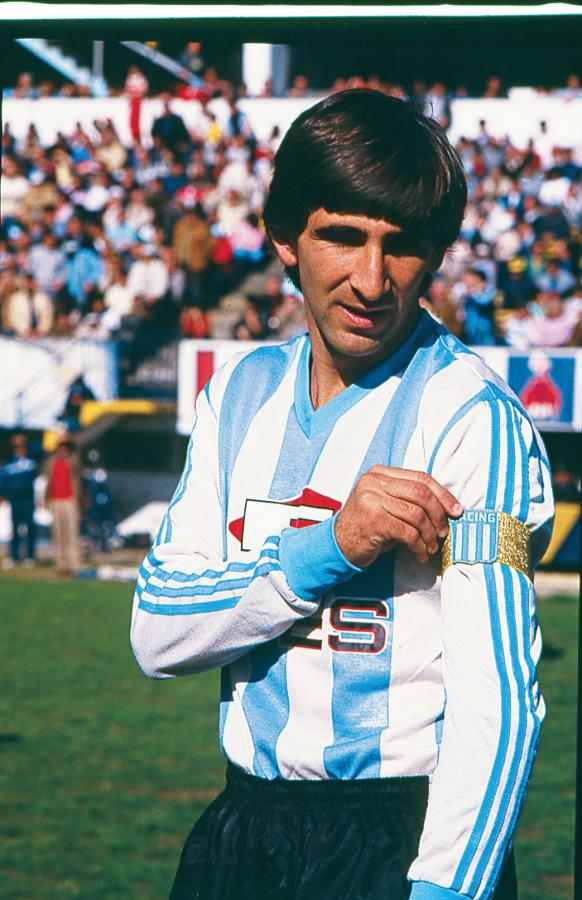
Gustavo Costas, último técnico en clasificar a octavos de final en Copa Libertadores. También fue campeón dirigiendo en Paraguay, Ecuador y Colombia.

En el año 2010, el equipo continuó con el comando técnico liderado por Costas. La pretemporada se realizó en Sierra de la Ventana, Argentina, con el objetivo puesto en la Copa Libertadores 2010. En dicho certamen realizó una campaña destacada, resaltando la goleada 4:1 que le propinó al en ese entonces vigente campeón de América y subcampeón del mundo, Estudiantes de la Plata. Perdió el primer lugar de su grupo en la última fecha, pero accedió a octavos de final como el mejor segundo del torneo. En esa instancia enfrentó a la Universidad de Chile, quien ganó en Lima por el resultado de 0:1 en el partido de ida. En Santiago, el cuadro aliancista consolidaba su acceso a cuartos de final al ganar 1:2 en el estadio de Colo-Colo. Sin embargo, en una polémica decisión, el árbitro principal decidió validar un gol que había sido anulado por el juez de línea. Así, con el resultado final de 2:2, el cuadro grone se resignó a quedar entre los 16 mejores equipos de América. Las partidas de sus principales figuras en la Libertadores como Wilmer Aguirre y José Carlos Fernández, hicieron que el equipo perdiera terreno en su lucha por el título nacional, el cual mantuvo su formato del año anterior. De esta forma, acabó a 14 puntos del líder del grupo impar, la Universidad de San Martín. El nuevo objetivo de Alianza Lima era entonces obtener el cupo como Perú 3 a la Copa Libertadores 2011. En las últimas fechas del Descentralizado disputó dicha clasificación con su eterno rival, Universitario. Al término de las 44 fechas regulares, Alianza obtuvo el pase a la primera fase de la Libertadores, relegando a Universitario a la Copa Sudamericana. Alianza finalizó el campeonato en el tercer lugar de la tabla general.
En el 2011, Alianza exportó a varios jugadores al extranjero (Carlos Ascues, Hernán Hinostroza y André Carrillo), a su vez, realizó una buena campaña que lo llevó a disputar la Copa Libertadores 2012 y la final del Descentralizado, la cual perdió ante el Juan Aurich en definición de penales. Al año siguiente, anduvo en medio de una crisis generalizada ya que el club fue intervenido por el Estado y puesto a cargo de una Administración Temporal por lo que hubo un éxodo de jugadores a inicios y mitad de temporada, por lo que Alianza realizó una mala campaña, incluso en varias fechas al borde de la zona de descenso.
El año 2013 se inició promisoriamente con la consolidación de Yordy Reyna, un jugador canterano que había mostrado grandes condiciones en la temporada anterior. Las primeras fechas del torneo encontraron al equipo en la primera posición. Sin embargo después de un receso se empezó a sufrir derrotas inesperadas, perdiéndose la posición de privilegio. Además en una decisión que muchos consideraron apresurada, la Administración Temporal del Club decidió vender a Reyna al Red Bull Salzburg de Austria. Los malos resultados se sucedieron y el técnico Wilmar Valencia se vio obligado a renunciar. En la segunda etapa el equipo se reforzó y logró mejores resultados, pero los puntos perdidos en la primera etapa impidieron que se llegue a la final.

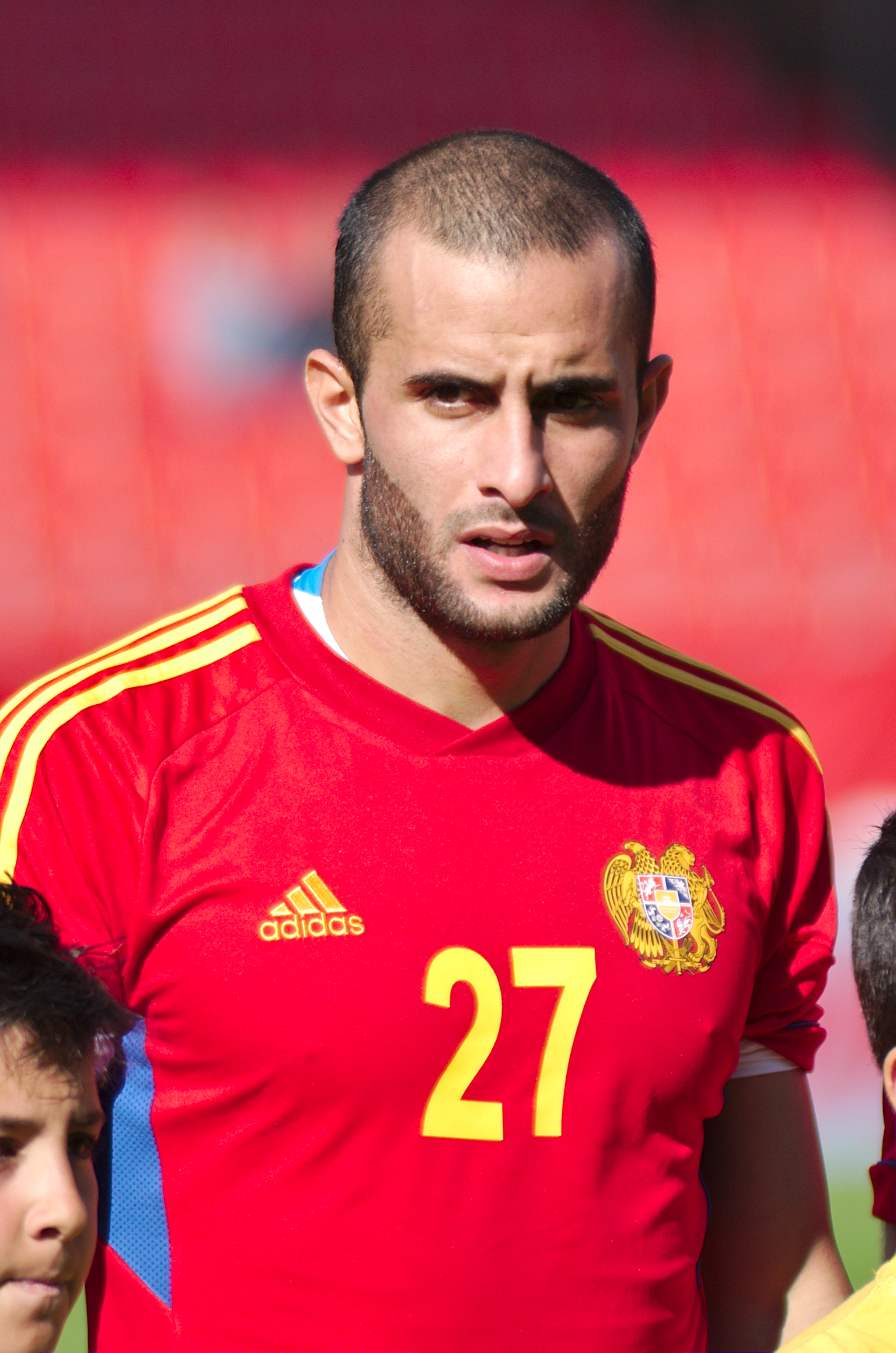
Mauro Guevgeozián, segundo goleador y campeón del Torneo del Inca 2014, usando la camiseta de la selección de fútbol de Armenia.

En el 2014, con un nuevo técnico, el uruguayo Guillermo Sanguinetti, el equipo arrancó muy bien el año ganando el Torneo del Inca, después de vencer en una apretada final jugada en el Estadio Miguel Grau del Callao a la Universidad San Martín, después de empatar 3 a 3 en un partido que llegó al tiempo suplementario y ganando por penales 5 a 3. En el torneo destacaron las figuras de Walter Ibáñez, Mauro Guevgeozián, Pablo Míguez y Julio Landauri. En el Torneo Apertura el equipo fue muy irregular y para el Torneo Clausura, el cuadro blanquiazul quedó 2.º, luego de perder en un partido extra, jugado en Arequipa, con Sporting Cristal.
En el año 2015, aún con Guillermo Sanguinetti como técnico, Alianza llegó por segunda vez consecutiva a la final del Torneo del inca, tras vencer a la Universidad de San Martín en dos muy apretados partidos en la semifinal, pero perdió la final del torneo frente a la Universidad César Vallejo. Si Alianza ganaba ese torneo, automáticamente accedía a las semifinales del Campeonato Descentralizado 2015. En el apertura, no pudo mantener los buenos resultados. A mediados del 2015, Christian Cueva fue transferido al Toluca mexicano. A su vez, se dio la renuncia de Sanguinetti, así tomando las riendas del equipo Gustavo Roverano que su próximo partido y debut en el primer equipo fue contra Club Deportivo Sport Loreto, que cayó por 1-0, posteriormente jugó contra el Club Universitario de Deportes, clásico rival de Alianza Lima, que terminó ganando por 1-0 con suplentes y juveniles a causa de las sanciones por el partido anterior, pronto Alianza Lima vino recuperándose de dicha crisis futbolística; sin embargo no le alcanzó para clasificar a un torneo internacional, finalizando en el puesto 9 de 16 equipos.
En el 2016, para conseguir el título nacional se debía quedar entre los 4 primeros para disputar la liguilla final, sin embargo, quedó a 3 puntos del cuarto lugar, que fue ocupado por Deportivo Municipal.
En esta etapa jugaron por la institución varios futbolistas peruanos que, posteriormente, clasificarían a la Copa Mundial de Fútbol de 2018 después de 36 años (Entre ellos destacaron André Carrillo, Aldo Corzo, Paolo Hurtado, Christian Ramos, Yordy Reyna, Wilder Cartagena, Miguel Araujo y Christian Cueva).

#### Reestructuración y el regreso de títulos (2017 - Actualidad)

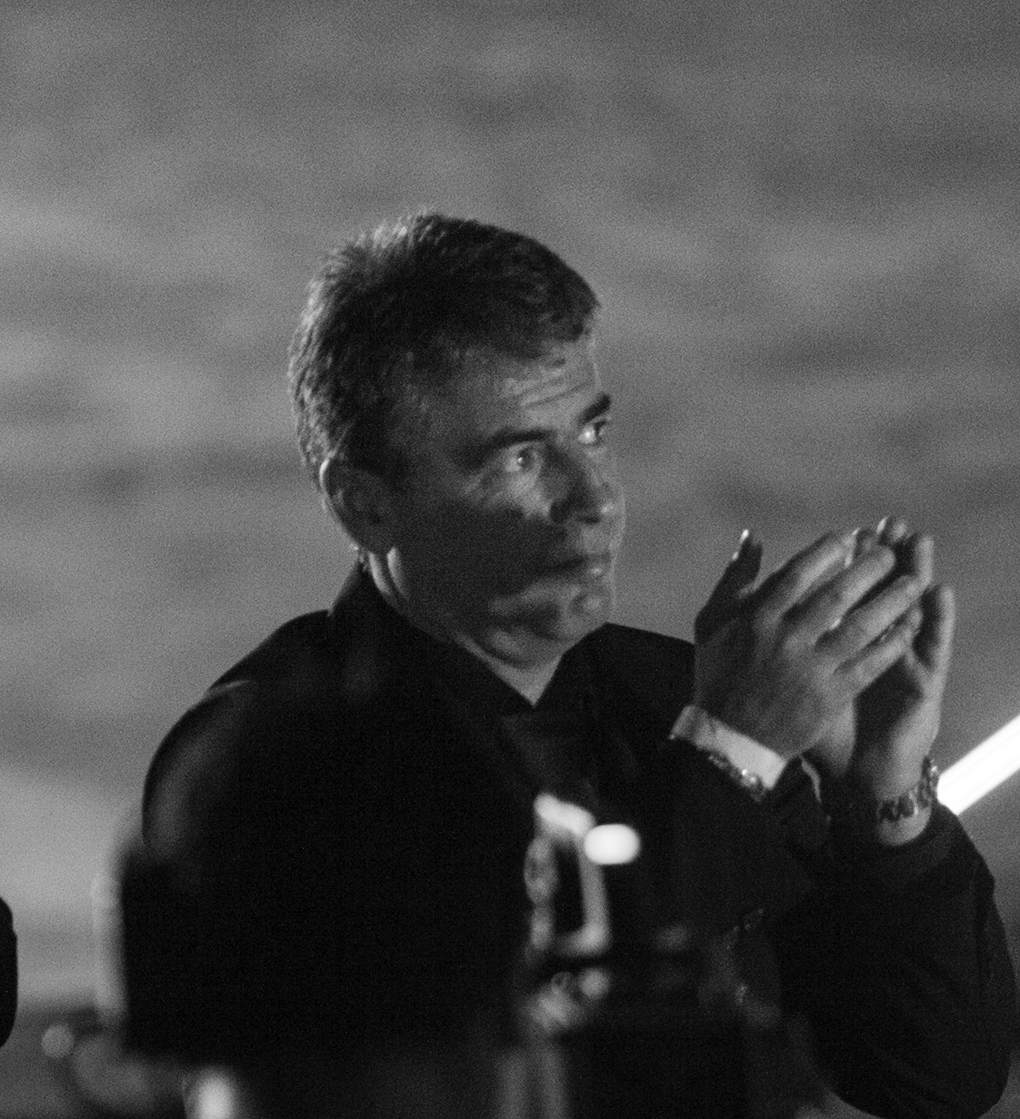
Pablo Bengoechea logró el campeonato con el equipo en 2017.

En el año 2017 se empezó a pagar la deuda y con un plazo definido, mientras que en el ámbito deportivo se contrató al técnico uruguayo Pablo Bengoechea. El equipo logró consagrarse campeón del Torneo Apertura y del Torneo Clausura, coronándose automáticamente con el Campeonato Descentralizado 2017 destacando Leao Butrón, Luis Ramírez y el ex-Peñarol Luis Aguiar. El equipo consiguió cerrar el año manteniendo el invicto en su estadio durante todo el torneo local. El equipo también fue el mejor visitante de todo el torneo. A su vez, fue el primer lugar en la tabla acumulada, así que podría denominarse como un año redondo para el equipo 'íntimo' que consiguió una de sus mejores campañas en las últimas temporadas.
En 2018, el equipo empezaría mal en el Torneo de Verano, y en el Torneo Apertura, aunque consiguió el subcampeonato. Para el Torneo Clausura, el club bajo el mando de Pablo Bengoechea volvería a ser subcampeón, pero debido a que quedó 3.° en el acumulado, logró clasificarse a las semifinales, empatando 3:3 a Melgar de local y empatando 2:2 de visita, para luego ganar 0-2 en los penales y clasificar así a la final del torneo. En la final perdería en la ida por 4:1 y en la vuelta por 3:0, obteniendo el subcampeonato nacional.
En 2019 se empieza con la llegada de varios futbolistas que Bengoechea había pedido, entre ellos los mundialistas Pedro Gallese y Wilder Cartagena, y la contratación del técnico, Miguel Ángel Russo, quien sería despedido tras un mal disputado Torneo Apertura y Copa Libertadores. Víctor Reyes dirigió unas fechas como técnico interino para, finalmente, darle la batuta a Pablo Bengoechea, que anteriormente había decidido no continuar a finales de la temporada pasada debido a la situación de salud que atravesaba su madre. Tras ser eliminados en la fase de grupos de la Copa Bicentenario, el equipo de Pablo gana el Clausura, clasificando a la semifinal, donde eliminaría a Sporting Cristal pero perdería la final ante Deportivo Binacional con un marcador global de 4 a 3.
En el año 2020, el club inició con malos resultados en el Torneo Apertura debido a que se rompió la unidad del grupo, lo que ocasionaría la renuncia de Pablo Bengoechea y la posterior contratación de Mario Salas. Después de unos malos resultados en la Copa Libertadores y en la Liga1, Salas fue despedido y la directiva colocó a Daniel Ahmed como entrenador del primer equipo. Al final de la temporada Alianza Lima descendía de categoría junto a Atlético Grau y Deportivo Llacuabamba. Sin embargo, tras un reclamo, desestimado por la FPF, se decide ir al TAS, y, el 17 de marzo del 2021, el TAS concluyó en la reducción de dos puntos a Carlos Stein, provocando su descenso y así la permanencia de Alianza Lima, a pesar de que ya había iniciado la temporada 2021. 
Tras una regular Fase 1 en el 2021, el nuevo técnico Carlos Bustos decidió cambiar su tradicional sistema 4-3-3 a un 3-5-2 debido a que no contaba con laterales netos y sus defensas en general carecían de experiencia. Posteriormente, Alianza ganó con amplia ventaja la Fase 2 a falta de 2 fechas para que culmine el torneo y levantando el trofeo en la última fecha tras poder completar la bolsa de minutos.

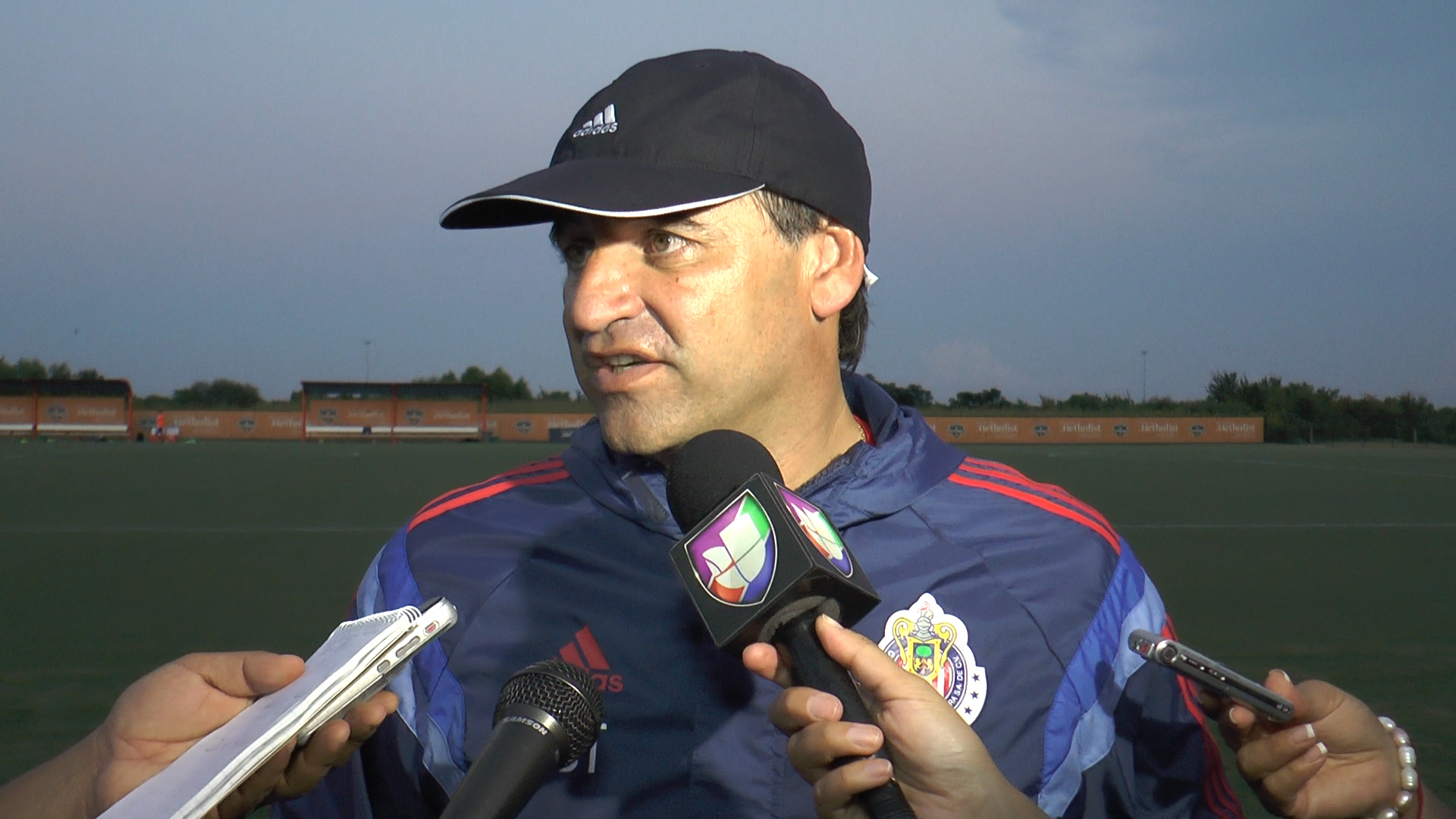
Carlos Bustos logró el campeonato en el año 2021, año del bicentenario del Perú.

Disputó la final nacional con Sporting Cristal, Alianza ganó en el partido de ida contra Sporting Cristal 1:0 con gol de Hernán Barcos tras un gran pase de Wilmer Aguirre y en el partido de vuelta se empató sin goles, conquistando Liga1 2021. El equipo del técnico argentino consiguió una racha de 21 partidos invictos, una de las mejores rachas en la historia del equipo íntimo. En toda la temporada temporada, el equipo solo perdió 2 partidos contra Sporting Cristal.
En el año 2022, el equipo le renueva la confianza al técnico Carlos Bustos debido a su exitosa campaña 2021 y se refuerza con nombres importantes como Christian Ramos, Pablo Lavandeira y Cristian Benavente. Tras un Torneo Apertura regular y tres resultados negativos consecutivos a mediados del Torneo Clausura, el estratega argentino es destituido del puesto y en su lugar toma el mando del primer equipo Guillermo Salas, un histórico exjugador del club que formaba parte del comando técnico actual. Con el 'Chicho' a la cabeza, Alianza logra remontar los malos resultados del inicio del torneo y consigue victorias importantes de visitantes en plazas como Cusco y Ayacucho, comúnmente difíciles en territorio peruano por su altura geográfica. Al mismo tiempo, el equipo se volvió invencible en su estadio consiguiendo triunfos vitales, convirtiéndose así en el Ganador del Torneo Clausura 2022 y permitiéndole jugar la Final Nacional 2022.

Enfrentó en la final a FBC Melgar quien previamente había vencido a Sporting Cristal en las semifinales. Marcador global 2-1 con goles de Yordi Vílchez (quien en la ida había marcado un autogol) y Pablo Lavandeira, permitiendo que Alianza Lima se convierta en bicampeón nacional nuevamente, sumando su octavo bicampeonato en la historia del cuadro aliancista.
El año 2023, el equipo logró el campeonato del Torneo Apertura. Sin embargo, diversos factores no permitieron que el equipo siga en la cima y consiguió en el tercer lugar del Torneo Clausura. Entre ellos, se podría mencionar, la mejora del nivel de los equipos rivales, las lesiones de jugadores así como el bajo rendimiento de algunos, la salida de Pablo Lavandeira, y la destitución del director técnico Guillermo Salas poco después de iniciar la segunda parte del campeonato, siendo reemplazado por el uruguayo Mauricio Larriera.
La final nacional se jugó contra Universitario de Deportes en dos fechas, volviendo a disputarse un clásico como final tras 14 años. En la primera fecha, jugada en el Estadio Monumental, Alianza Lima logró un empate con un gol de Gabriel Costa en los últimos minutos del partido, finalizando 1-1. Sin embargo, en la segunda fecha que se jugó en el estadio Alejandro Villanueva, el equipo cayó derrotado por Universitario por 2-0, convirtiéndose este último en el campeón de la Liga1 2023. Sumado al bajo nivel de juego que mostró Alianza en los dos partidos, el club recibió fuertes críticas tras apagar las luces del estadio al concluir el partido. Estos sucesos produjeron cambios en el equipo directivo de Alianza, el gerente deportivo José Bellina y el administrador José Sabogal, quienes dejaron sus respectivos cargos. Asimismo, el técnico Larriera también fue destituido del equipo.

## Símbolos

### Himno
El coronel Víctor Cueto Candela creó el himno en 1976. Asimismo, compuso la letra y la música. En ese entonces la ya existente barra brava del club, la Asociación Barra Aliancista (posteriormente Comando Svr), en un principio lo había hecho suyo, no obstante, la institución lo adoptó luego como el himno oficial. En un partido por Copa Libertadores de América donde se enfrentaron Alianza y el Alfonso Ugarte de Puno en febrero de ese año, se escuchó por primera vez el himno aliancista, donde la Banda de la Guardia Republicana, estuvo a cargo de la música. Cueto Candela, falleció el miércoles 30 de abril del 2008 a los 64 años de edad. Algunos miembros de la directiva presidida interinamente por el arquitecto Carlos Franco se hicieron presentes en su domicilio ubicado en Santiago de Surco.

### Escudo
Desde su fundación, el escudo de Sport Alianza presentó diversas versiones, una en diseño heráldico que representaba a la calle de Cotabambas y otra con una "A" bordada en referencia a la palabra Alianza. En su transición como Sport Alianza Lima se observa una variación con las tres letras y las franjas blanquiazules. Posteriormente la palabra inglesa Sport desaparece del nombre oficial. El escudo de Alianza Lima empezó a usarse en 1928, durante la gestión de Juan Bromley como presidente del club. Adoptó el emblema y lo categorizó de forma oficial. El escudo es un rectángulo vertical de fondo blanco con bordes azules esquinados en la parte superior y bordeados en la parte inferior. Adentro del rectángulo, se distingue otro más pequeño dividido en dos partes. En la parte inferior se muestra barras azules que se intercalan con el fondo, representando los colores característicos del club; mientras que en la parte superior contiene referencias del escudo de armas de Lima, el cual está compuesto por tres coronas con una estrella sobre ellas representan el origen capitalino de la institución, ya que Lima es conocida como la Ciudad de Reyes. Alrededor del segundo rectángulo se encuentra la frase Club Alianza Lima 1901. Hasta el día de hoy se desconoce al autor de la obra.
|      |      |      |      |      |      |      |      |               |
| 1912 | 1920 | 1925 | 1927 | 1940 | 1950 | 1960 | 1970 | 2011-presente |

### Bandera

Bandera de Alianza Lima.

La bandera aliancista fue creada en los años 1930 y es considerada como uno de los estandartes oficiales. En el sector izquierdo, se observa un triángulo horizontal; en el centro del mismo, se ubica el escudo del club blanquiazul. La bandera posee los tradicionales colores azul y blanco y el clásico diseño listado aliancista de forma yacente. En su diseño original, mantenía mucha similitud con la bandera de ciudad de Lima, sin embargo, ha sido objeto de muchas variaciones en la actualidad. Los bordes del triángulo que encierra el escudo son de color rojo con blanco, simbolizando la patria peruana. Comúnmente se iza el pabellón en el estadio Alejandro Villanueva junto con la tradicional morada, acompañando la bandera nacional del Perú.

### Mascota
Quintín: Fue la mascota oficial desde 2001 al 2011. Su origen se refiere a Adolfo Pedreschi Piedra, apodado Quintín, hijo de uno de los fundadores de la institución, Adolfo Pedreschi Pierotti. Quintín era afrodescendiente por herencia de su madre Carmen Piedra, además se caracterizaba por ser un hincha aliancista apasionado, criollo y popular en el distrito de La Victoria, donde falleció en 1986. En el centenario del club, la mascota llevó su apodo representando a una persona afrodescendiente con carácter criollo que acompañaba al equipo.
Potrillo: Fue la mascota oficial desde 2011 hasta el 2022. Su origen se refiere al apodo que recibía inicialmente el jugador juvenil Luis Escobar. La creación del apodo se le adjudica al periodista Pocho Rospigliosi, cuando catalogó al futbolista referido por considerarlo tan veloz que parecía galopar en el campo de juego. Luego del deceso de Escobar en el accidente aéreo de 1987, el sobrenombre se refirió a todos los jugadores juveniles de esa generación y posteriormente a las divisiones menores. En 2011, fue presentado «Alejo», el potrillo, el nombre propio es diminutivo del máximo ídolo aliancista, Alejandro Villanueva.
Gallo Negro: Es la mascota oficial desde 2022. Su origen se refiere a uno de los apodos que recibía el equipo en la década de 1930, cuando los diarios de la época representaban a los equipos de fútbol como gallos de pelea. El número de afroperuanos que integraban al equipo en ese entonces influyó al sobrenombre “Gallo Negro”. En 1989, esta referencia fue reproducida en una canción homónima por el compositor Augusto Polo Campos con la interpretación de Zambo Cavero, Lucila Campos, Pepe Vásquez y Caitro Soto, cantantes criollos afroperuanos.
Gorila: Es la mascota alternativa desde 2023. Este término fue un insulto racista hacia los jugadores aliancistas mayoritariamente afrodescendientes utilizado por la prensa de la época y los aficionados rivales. En la prensa escrita de antaño, se enfatizaba en el origen étnico negro del club mediante caricaturas con rasgos simiescos exagerados. Mientras que aficionados rivales, utilizaban peyorativamente la expresión para referirse al conjunto de hinchas de Alianza.
El 3 de mayo de 1987, previo al clásico de fútbol, hinchas de Universitario sostuvieron a una persona disfrazada de gorila que usaba la camiseta aliancista con grilletes y cadenas de esclavo por el campo de juego. Asimismo, en la obra de Aldo Miyashiro, Un misterio, una pasión, que relata la historia de la barra brava de Universitario, se comenta el insulto a los hinchas aliancistas como «gorilas» por «negros». El 1 de julio de 2001, en la final del torneo apertura, luego de anotar el gol del empate, el jugador de Sporting Cristal, Jean Ferrari, celebró con gestos de chimpancé frente a la afición blanquiazul. El 22 de abril de 2014, en la página web de Real Garcilaso se publicó una propaganda del próximo partido frente a Alianza Lima, que fue representado con un mono. El 16 de octubre de 2022, durante el partido de Cienciano contra Alianza, la barra cusqueña coreó la frase «el que no salta es un gorila» en demérito de los jugadores aliancistas.
Finalmente, el 22 de julio de 2023, en el clásico de fútbol, el club y la barra brava desplegaron un tifo de un gorila con la camiseta blanquiazul en la búsqueda de reapropiación de un insulto racista a un apodo característico. Desde entonces, la mascota es retratada en los interiores del estadio y en productos oficiales del club.

## Uniforme
- Uniforme titular: Camiseta blanca con rayas azules, short azul y medias blancas con dos líneas azules horizontales.
- Uniforme alternativo: Camiseta verde con detalles dorados, short verde y medias verdes con dos líneas doradas horizontales.

### El primer uniforme

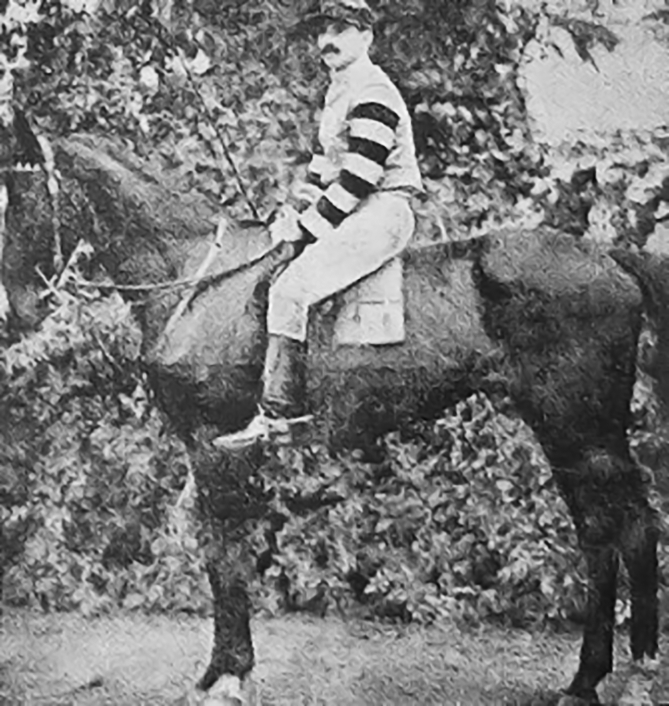
Los colores azul, blanco y negro en el uniforme de la caballeriza Alianza.

Dentro de los niños y adolescentes fundadores del Alianza Lima, la mayoría eran peruanos originarios y algunos de ellos con ascendencia italiana y china. Un miembro fundador, Eduardo Pedreschi, provenía de una familia de inmigrantes italianos llegados al Perú en 1874, le encargó a sus hermanas que confeccionaran los primeros uniformes. Ellas, para que su madre benefactora no se opusiera a la donación, tomaron los colores de la bandera de Italia, por lo que el primer uniforme lució camisetas verdes y pantalones blancos.
Posteriormente, en la administración de Foción Mariátegui, el uniforme aliancista adoptó el azul, el blanco y el negro, colores de la caballeriza Alianza, donde el club disputó sus primeros partidos. La camiseta alterna de entonces era roja. El diseño y colores actuales se vieron por primera vez entre los años 1912 y 1919.

### Evolución del uniforme

#### Titular
| 1901-1911 | 1912-1919 | 1920-1925 | 1926-1985 | 1986 | 1986 | 1987 | 1987-1988 | 1988 | 1988-1989 |

| 1990 | 1991 | 1992 | 1993 | 1993-1994 | 1995 | 1996-1997 | 1997 | 1998 | Apertura 1999 |

| Clausura 1999 | 2000 | 2001 | 2002 | 2002 | 2003 | 2004 | 2005 | 2006 | 2007 |

| 2008 | 2009 | 2010 | 2011 | 2012 | 2013 | 2014 | 2015 | 2016 | 2017 |

| 2018 | 2019 | 2020 | 2021 | 2022 | 2023 | 2024 | 2025 |

#### Alternativo
| 1964 | 1987 | 1991 | 1992 | 1992 | 1993-1994 | 1994 | 1994 | 1995 | 1996 |

| 1997 | 1998 | 1998 | 1999 | 1999 | Apertura 1999 | Clausura 1999 | 2000 | 2000 | 2001 |

| 2002 | 2002 | 2004 | 2005 | 2006 | 2007-2008 | 2009 | 2010 | 2011 | 2012 |

| 2013 | 2014 | 2015 | 2016 | 2017 | 2018 | 2019 | 2020 | 2021 | 2022 |

| 2023 | 2024 | 2025 |

#### El uniforme morado
Alianza Lima modifica sus colores originales durante un tiempo determinado por motivos religiosos. La razón de esta modificación es la devoción que tiene el club hacia el Señor de los Milagros. Se dice que José Carrión fue quien impulsó la práctica de portar uniformes especiales en octubre. Como utilero del primer equipo y apelando a su condición de devoto, mandó a confeccionar una indumentaria que tuviera el morado como color principal, pues esa tonalidad es la que siempre ha identificado a los fieles. Durante el mes de octubre, el uniforme morado pasa a ser el uniforme titular del equipo.
La revista Don Balón Perú, en su edición del 26 de octubre de 1998, señala que el 25 de septiembre de 1955 Alianza Lima se presentó por primera vez con camiseta íntegramente blanquimorada, pantalón morado y medias moradas; ante la sorpresa general de los aficionados. Por ese hecho, desde la tribuna, el dirigente Alfonso de Souza Ferreira despidió a Carrión por encontrarlo responsable de lo que consideraba, un atentado a la historia aliancista. No obstante, al ver el resultado final de 2:1 favorable al cuadro íntimo, el dirigente se calmó y le recomendó adecuar el color morado al diseño tradicional. El siguiente domingo, 2 de octubre, Alianza salió al campo de juego con camisetas blanquimoradas frente al Deportivo Municipal. El partido finalizó con victoria de Alianza (1:0), por lo que empezó la tradición.
Sin embargo, existen pruebas que comprueban datos erróneos contenidos en la revista. Las fechas de los partidos son correctas, pero Alianza no se presentó con camisetas moradas en 1955. La fecha real y comprobada en donde la tradición fue oficialmente constituida es el 3 de octubre de 1971, en un partido frente a Sporting Cristal en el Estadio Nacional. El resultado del partido fue un triunfo aliancista por 2:0, con goles de Teófilo Cubillas y César Cueto.

«En Lima, todo moreno, cuando llega el mes de octubre, con el hábito se cubre de su Señor Nazareno. Alianza, por no ser menos, de morado llego lejos.»
Nicomedes Santa Cruz 

| 1971-1990 | 1986-1987 | 1988 | 1989 | 1990 | 1991 | 1992 | 1993-1994 | 1996 | 1997 |

| 1998 | 1999 | 2000 | 2001 | 2002 | 2003 | 2004 | 2005 | 2006 | 2007 |

| 2008 | 2009 | 2010 | 2011 | 2012 | 2013 | 2014 | 2015 | 2016 | 2017 |

| 2018 | 2019 | 2020 | 2021 | 2022 | 2023 | 2024 |  |

### Indumentaria y patrocinado
Actualizado al 2024.
- Proveedor:  Nike
- Patrocinador:  Apuesta Total
- Patrocinador:  Loterías Torito
- Patrocinador:  Hyundai
- Patrocinador:  DeoPies
- Patrocinador:  Bitel
- Patrocinador:  Cerveza Cristal

En el ámbito comercial, la camiseta aliancista fue la más cotizada del fútbol peruano durante el año 2010, llegando a cobrar por publicidad (solo en su camiseta) más de millón y medio de dólares. Por otro lado, diferentes marcas de indumentaria deportiva han elaborado la divisa de Alianza Lima a través de los años. La camiseta de la presente temporada fue confeccionada por Nike, empresa estadounidense de confección de accesorios deportivos; con la cual el club mantiene vínculo desde 2011.
En su intento de crear nuevas formas de obtener ingresos económicos como los derechos de transmisión y la recaudación de taquilla, la institución blanquiazul funge de medio efectivo para patrocinar empresas u organizaciones. De esta manera, en las últimas décadas se hizo común llevar el logotipo de alguna marca en la parte frontal de la camiseta.
| Período   | Proveedor | Logotipo |
| --------- | --------- | -------- |
| 1980      | Pony      |          |
| 1986      | Nike      |          |
| 1987-1988 | Puma      |          |
| 1989-1994 | Calvo     |          |
| 1995      | Polmer    |          |
| 1996      | Adidas    |          |
| 1997      | Kappa     |          |
| 1998      | Penalty   |          |
| 1999-2003 | Walon     |          |
| 2004      | Fila      |          |
| 2005-2010 | Marathon  |          |
| 2011-act. | Nike      |          |

| Período    | Patrocinador       | Logotipo         |
| ---------- | ------------------ | ---------------- |
| 1988       | Puma               |                  |
| 1989-1991  | Banco Popular      |                  |
| 1992       | Banco de Comercio  |                  |
| 1993       | América Televisión |                  |
| 1994-1995  | Goldstar           |                  |
| 1996-1998  | Pilsen Callao      |                  |
| 1999       | LG Electronics     |                  |
| 2000-2001  | Pilsen Callao      |                  |
| 2002       | TIM Gloria         |                  |
| 2003       | Siemens Mobile     |                  |
| 2004-2005  | Pepsi AmBev Perú   |                  |
| 2005-2006  | Brahma             |                  |
| 2007-2010  | Cristal            |                  |
| 2011-2013  | Sin patrocinador   | Sin patrocinador |
| 2014-2016  | Cristal            |                  |
| 2017       | 24WIN              |                  |
| 2018-2021. | Banco Pichincha    |                  |
| 2022       | Marcadores247.com  |                  |
| 2023-act.  | Apuesta Total      |                  |

## Infraestructura

### Estadio

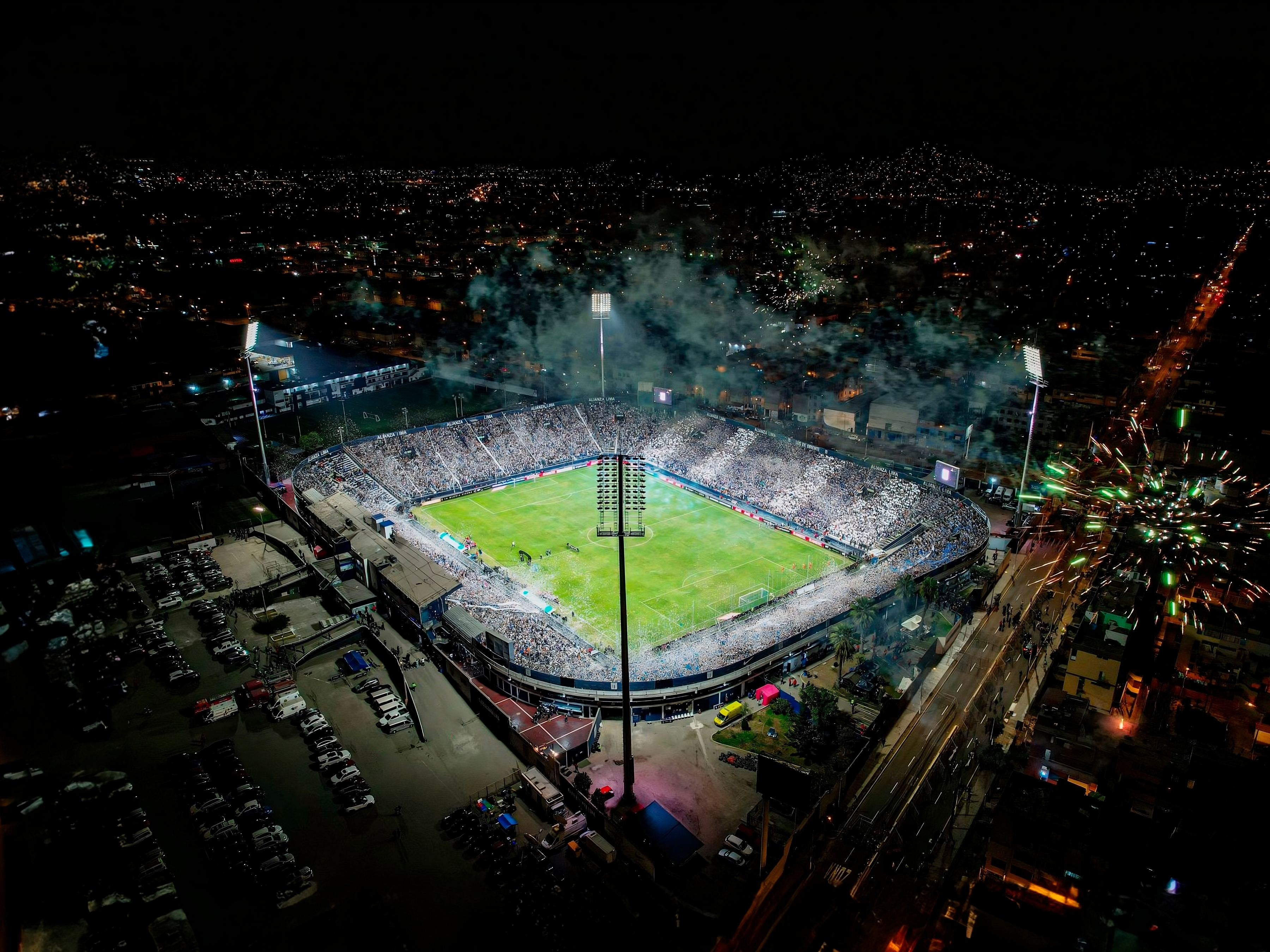
Vista panorámica del Estadio Alejandro Villanueva durante un partido de la Liga1 2023.

El Estadio Alejandro Villanueva, es el recinto donde el equipo juega sus partidos de local. Su construcción fue anunciada el 15 de febrero de 1951, día que el club celebraba sus bodas de oro, mientras que el terreno donde se erigiría fue donado por Manuel Odría, Presidente del Perú en ese entonces. Diversos problemas hicieron que las obras se retrasaran por muchos años, iniciándose las mismas recién a fines de las década de los sesenta. El encargado de llevar a cabo el proyecto fue el ingeniero uruguayo Walter Lavalleja Sarries. Una vez finalizado, se lo bautizó como Estadio Alianza Lima, nombre que sería cambiado a Estadio Alejandro Villanueva en septiembre del año 2000.

«El Estado cede el terreno para la construcción del estadio del Alianza, recogiendo e interpretando el sentimiento popular en pro de este club, que desde su fundación viene distinguiéndose por los frecuentes e importantes triunfos deportivos que supo conquistar».
General Manuel A. Odría.

Fue inaugurado el 27 de diciembre de 1974. Como partido inaugural, ese mismo día se enfrentaron Alianza y el Nacional de Uruguay con motivo de un cuadrangular internacional donde también participaron Independiente de Avellaneda y Universitario de Deportes, siendo este último el vencedor de la competición. Augusto Mulanovich, un expresidente del club, fue el encargado de dar el play de honor. El encuentro finalizó empatado a dos y el primer gol que vio Matute lo marcó el uruguayo Revetria a los 18 minutos. A su vez, los primeros goles aliancistas anotados en el coloso fueron obra de Juan José Ávalos y Juan Rivero, a los 29 y 50 minutos respectivamente. El árbitro fue Carlos Rivero ante la asistencia de 36.966 espectadores. La temporada siguiente, a tan solo un año de inaugurado, el estadio Alianza Lima formó parte de un nuevo título nacional aliancista. Un entonces moderno alumbrado artificial se colocó seis años más tarde, en 1980.
El coliseo cuenta con cuatro torres de iluminación artificial. Entre sus instalaciones se encuentra el campo principal, el complejo de las divisiones menores del club y la Villa Íntima, que es el lugar donde se concentra el primer equipo. Según una encuesta realizada por la Universidad de Lima, el Estadio Alejandro Villanueva es el más inseguro para jugar al fútbol, debido a, entre otras cosas, su ubicación en uno de los barrios más peligrosos de Lima, pese a ello, el estadio Alejandro Villanueva cuenta con un centro de monitoreo de videovigilancia con 50 cámaras de seguridad de alta tecnología ubicadas en distintas zonas del estadio tanto tribunas como interiores y exteriores que ha sido inaugurado recientemente, cabe resaltar que es el único estadio en Perú con este tipo de seguridad.
El 31 de octubre de 2008, se inauguró la llamada Alameda del Deporte que une a dos de los estadios más emblemáticos de la capital: el estadio Alejandro Villanueva y el Estadio Nacional del Perú. La alameda busca promover el deporte, como también impulsar el desarrollo urbano de la zona, avanzar en el plano económico y aumentar la comercialización en el distrito victoriano. La obra comenzó a llevarse a cabo el 13 de mayo con una inversión aproximada de S/1 500 000, cuyo financiamiento corrió por parte del Ministerio de Vivienda y la Municipalidad de La Victoria que aportó 750 y 300 mil soles respectivamente. La modificación comprendió ocho cuadras: desde la Vía Expresa del Paseo de la República, ubicación del Estadio Nacional; hasta el jirón Mendoza Merino, donde se encuentra el estadio de Matute.
El 4 de diciembre del 2010, se convirtió en el primer y único estadio peruano en poseer pantalla LED de 25 metros cuadrados en alta definición con resolución P16 y actualmente cuenta con 3 con resolución P10. Asimismo, también fue el primer escenario deportivo nacional que contó con un banner digital perimétrico destinado para la publicidad de 101 metros cuadrados. Luego, el remodelado Estadio Nacional de Lima también implementó esta modalidad publicitaria. El club también cuenta con:
| - Oficinas administrativas. - Bienestar social. - Psicología. - Vestuarios. - Gimnasio. |  | - Sala de prensa. - Casetas de radio y televisión. - Palco de prensa. - Palco azul de dirigentes. - Palco morado de socios. |  | - Sala de trofeos. - Departamento médico. - Playa de estacionamiento. |

### Villa deportiva blanquiazul
Gracias a la gestión de la Comisión de Menores 2006-2007, se inauguró la villa deportiva blanquiazul, una instalación deportiva de Alianza Lima ubicada en el distrito de Lurín en la zona sur de la capital peruana. Se trata de un proyecto para la división de menores del club; que tiene como respaldo el trabajo que se mantuvo tiempo atrás con el propósito de formar una mejor calidad de futbolistas para la institución íntima. Es un terreno en alquiler con opción de compra, para terminar de completar el Centro de Formación y Alto Rendimiento para los Jóvenes, el cual cuenta con:
- 50 000 metros cuadrados para las 10 categorías de las divisiones menores, las cuales albergan más de 200 jóvenes en competencia y 80 de la escuela base.[244]

- Dos canchas de fútbol, de las cuales una cuenta con tribunas (escenario local en los campeonatos).[244]

- Dos canchas de fulbito y una de fútbol ocho, teniendo un total superior a los 30 000 metros cuadrados de hierba natural.[244]

- Cuenta con dos piscinas, vestuarios, un pabellón con dormitorios, baños, y oficinas administrativas en el primer piso. Un comedor apto e implementado, además de áreas recreacionales. Una pista de arena donde se realizan los trabajos de pretemporada, así como terrenos para la implementación de otro campo deportivo, gimnasio, biblioteca, departamento médico, lavandería, utilería y una casa hogar.[244]

- Las instalaciones del complejo deportivo sirven como lugar de esparcimiento y entretenimiento familiar para los socios de Alianza Lima.[244]

### Academia y Escuelas deportivas
- Academia de fundamentos de fútbol. La academia aliancista tiene más de una década de actividad y en 2009 fue dirigida por el profesor Buyo Ramírez, exjugador aliancista.[245] Su propósito principal consiste en la formación y desarrollo del talento de niños y jóvenes para el fútbol. Existen cuatro temporadas donde los ciclos comienzan y terminan de acuerdo a las estaciones del año: primavera, verano, otoño e invierno, con horarios elegidos adecuadamente a las necesidades de los infantes y jóvenes deportistas.[245] Los alumnos que sobresalen en su desempeño son promovidos a las divisiones menores del club, además de que pueden asistir de forma gratuita a los encuentros donde Alianza juegue de local.[245]

- Escuelas oficiales de fútbol. Las escuelas oficiales surgen por motivo de la idea aliancista de ubicar jóvenes con talento a lo largo de todo el territorio peruano, muchos de los cuales no tienen los recursos para una formación óptima, siendo desaprovechados.[245] En El Guayabo (Chincha), fue donde se ubicó la primera academia descentralizada. Se eligió Chincha, pues el equipo aliancista posee un especial arraigo popular, dado que en esa localidad es mayoritaria la raza negra, logrando así una fuerte identificación; además del gran potencial deportivo existente en dicha ciudad.[245]

En la actualidad hay un gran número de jugadores en las categorías menores que proceden de dicha academia, así como de la Escuela Alianza Lima - Atlas de Pisco. La directiva que presidía Alfonso De Souza Ferreyra contribuyó con el proyecto y ahora Alianza Lima cuenta con academias en: San Juan de Lurigancho, Puente Piedra, Chorrillos, Ventanilla, Carabayllo, Chaclacayo, San Borja, Los Olivos, Barrio Obrero, Santa Anita, San Martín de Porres, La Molina, Jesús María, Estadio Nacional del Perú, Miraflores, Chosica, San Luis, Rímac, Callao, Comas, José Gálvez, Mala, San Miguel, Jockey Club del Perú, Chancay, Ate Vitarte, San Juan de Miraflores, Cercado de Lima, y Huaral. En provincias, el club cuenta con academias en Tumbes, Chiclayo y Arequipa.

## Presidentes

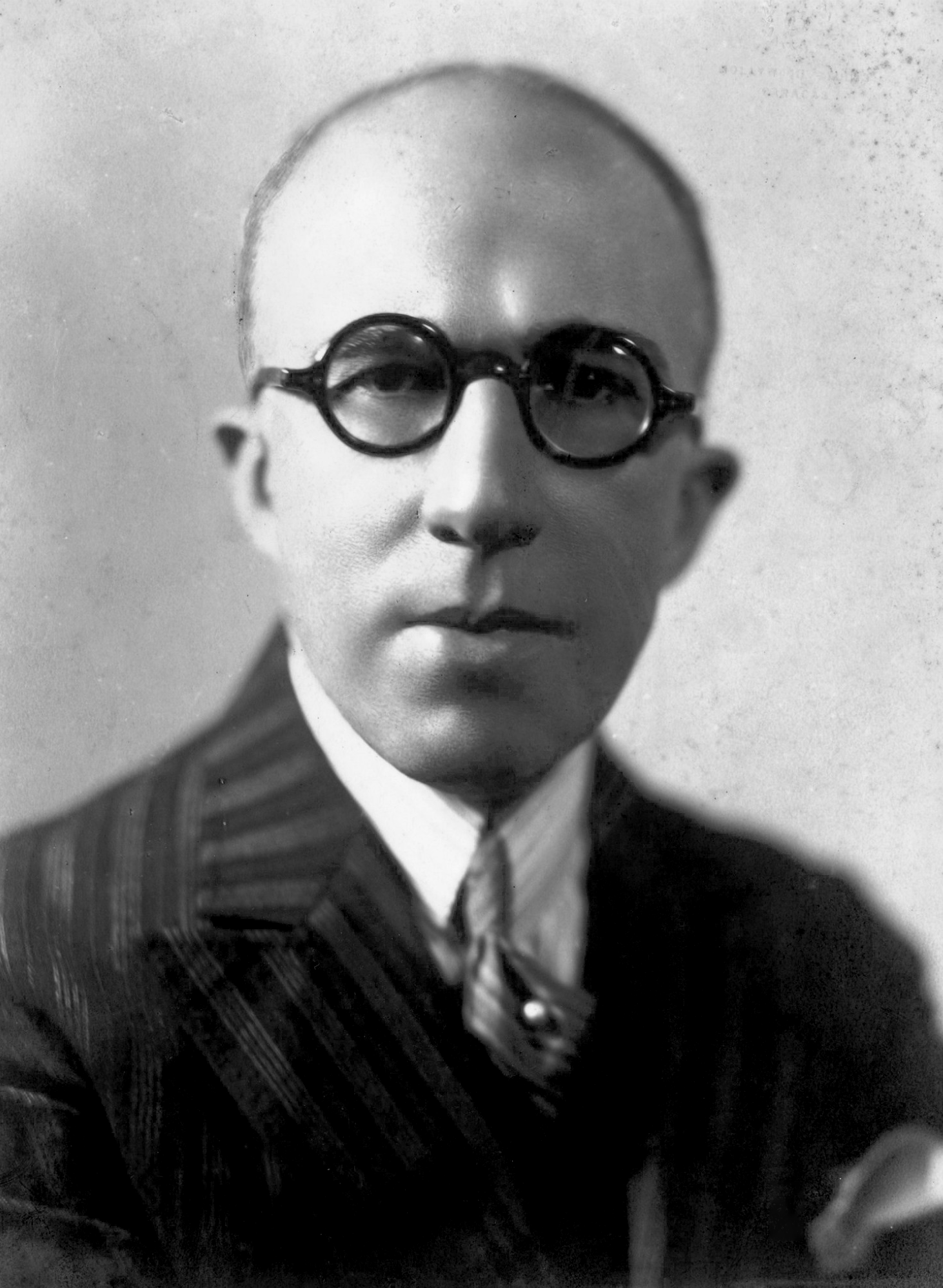
Juan Bromley Seminario, presidente del club durante 1927 y 1931.

Alianza Lima ha tenido 28 presidentes a lo largo de toda su vida institucional, siendo todos ellos de nacionalidad peruana. El Presidente que más tiempo estuvo en el puesto fue Augusto Mulanovich, llegando a estar 11 años a cargo del club. Mulanovich y José Vásquez Benavides, han sido los únicos Presidentes aliancistas que tuvieron en algún momento, dos períodos. En el caso de Mulanovich fueron 1945-1950 y 1961-1972, mientras que Benavides estuvo en la Presidencia durante los años de 1942-1944 y 1951-1960. Los únicos Presidentes Honorarios que tiene el club son Alfonso De Souza Ferreira Basagoitia (cuyo hijo, Alfonso De Souza Ferreira Remuzgo, fue la cabeza de la institución en el período 2002-2009) y Foción Mareátegui. En el 2008, debido a un desacuerdo entre las listas de Carlos Franco y Augusto Claux, no se pudo realizar la votación. Finalmente las elecciones se llevaron a cabo el 18 de abril de 2009. Guillermo Alarcón se proclamó Presidente electo al vencer a Carlos Tizón por 130 votos de diferencia. La nueva directiva tomó las riendas del club íntimo el 18 de mayo de 2009.

### La primera directiva
Hay diferentes versiones acerca de quienes conformaron la primera directiva del Club Alianza Lima. Se dice que Ramón Aranda ocupó el puesto de Presidente, dejando la Vicepresidencia a Antonio La Torre. El secretario habría sido José Carreño y José Paulet el primer capitán aliancista. Todos ellos elegidos por los fundadores de mayor edad. Sin embargo, no existen datos precisos que señalen quien ocupó la primera Presidencia del club. Algunos señalan a alguien apellidado Villarreal, por otra parte algunos creen que se trató de Hipólito Venegas. No obstante, la mayoría piensa que fue Ramón Aranda. La distribución de los cargos en la directiva tampoco está clara. Empero, es una realidad que el padrino y Presidente Honorario fue Foción Mareátegui, quien aceptó de buena forma la invitación, ya que simpatizaba mucho con la práctica de los deportes.

### Listado de todos los tiempos
Desde su fundación, el club ha tenido los siguientes presidentes:
Cronología
| Presidente                | Período               |
| ------------------------- | --------------------- |
| José Carreño *            | 1901-1902             |
| Carlos Villarreal         | 1903-1904             |
| Esteban Manuel Aranda     | 1905-1906             |
| Manuel Carballo           | 1907-1908             |
| Julio Chacaltana Chacón   | 1909-1910             |
| Foción Mareátegui         | 1911                  |
| Ricardo Pérez             | 1911-1914             |
| Carlos Pedreschi Penisqui | 1915-1918             |
| Ernesto Vergara           | 1918-1919             |
| Hipólito Venegas          | 1920-1924             |
| Manuel Parra del Riego    | 1925-1926             |
| Juan Bromley Seminario    | 1927-1931             |
| Víctor Oyaque             | 1931                  |
| Juan Carbone Gardella     | 1931-1933             |
| Adolfo Pedreschi          | 1934                  |
| Carlos Arias Schreiber    | 1935                  |
| Jorge Checa Eguiguren     | 1936-1940             |
| Humberto Fernandini       | 1941                  |
| José Vásquez Benavides    | 1942-1944 y 1951-1960 |
| Augusto Mulanovich        | 1945-1950 y 1961-1972 |

| Presidente                   | Período   |
| ---------------------------- | --------- |
| Luis Vargas Hornes           | 1972-1974 |
| Enrique Zevallos Távara      | 1975-1982 |
| Agustín Merino Tapia         | 1983-1989 |
| Alberto Espantoso Pérez      | 1990-1993 |
| Pío Dávila Esquenazi         | 1994-1996 |
| Alberto Masías Ramírez       | 1996-2001 |
| Alfonso de Souza Ferreira ** | 2002-2007 |
| Carlos Franco Chipoco **     | 2008-2009 |
| Guillermo Alarcón            | 2009-2012 |
| Susana Cuba                  | 2012-2015 |
| Christian Bustos             | 2015-2016 |
| Renzo Ratto                  | 2016-2019 |
| Kattia Bohorquez             | 2020-2021 |
| Miguel Pons                  | 2021-2022 |
| Fernando Salazar             | 2022-2023 |
| José Sabogal                 | 2023      |
| Diego Guerrero (interino)    | 2023-2024 |
| Rafael Medina                | 2024      |
| Fernando Cabada              | 2025-act. |

- (*) A pesar de no saber con exactitud el primer Presidente del Club Alianza Lima, la institución coloca a José Carreño en aquella posición.[246]
- (**) La gestión de Alfonso de Souza Ferreira debió concluir en 2007, sin embargo las elecciones se postergaron dos veces por desacuerdos entre las listas opositoras, haciendo que su mandato continuara por orden judicial hasta que se resolvieran dichos problemas.
Por no estar de acuerdo con la judicialización de los problemas internos entre los candidatos, solicita Licencia Indefinida el 30 de diciembre de 2007, fecha en que asume el cargo de manera interina el vicepresidente Carlos Franco Chipoco y que ostenta hasta el 15 de enero de 2009. En esa fecha Alfonso de Souza Ferreira retoma la Presidencia y de inmediato convoca a elecciones generales para el 18 de abril de ese mismo año.

## Entrenadores

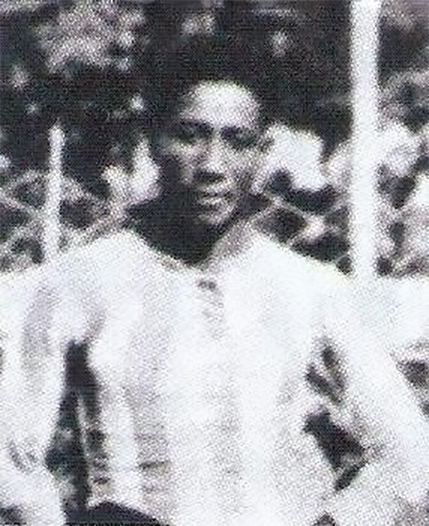
Guillermo Rivero Gatten, entrenador aliancista con más campeonatos obtenidos.

Los entrenadores de Alianza Lima se conocen a partir de 1928, siendo el primero de ellos Guillermo Rivero, quien hizo de jugador y técnico al mismo tiempo. Aparte de Rivero, de los 65 entrenadores que tuvo Alianza, jugadores como Jorge Koochoi, Alejandro Villanueva, Gerardo Arce, César Cueto, Víctor Zegarra y Jaime Duarte cumplieron esta misma función. El primer entrenador campeón que se le conoce al club es también Guillermo Rivero, quien es el más ganador con cuatro títulos obtenidos durante sus seis años a cargo del primer equipo, aparte de ser el técnico que más tiempo se mantuvo en el puesto. El entrenador que dirigió más partidos en la historia es Gustavo Costas Makeira, con 177. Más atrás aparecen Jaime de Almeyda, Juan José Tan y Adelfo Magallanes con 153, 144 y 120 partidos respectivamente. A través de la historia han pasado 32 entrenadores nacionales (peruanos) y 33 extranjeros: 8 brasileños, 6 uruguayos, 4 argentinos, 4 colombianos, 2 croatas, 2 chilenos, 2 españoles, un italiano, un húngaro, un griego, un paraguayo y un venezolano.

### Entrenadores campeones de Primera División
Dentro de la gran cantidad de entrenadores que han pasado por Alianza Lima, once de ellos han podido salir campeones de la Primera División Peruana. Cabe destacar que no se consideran obtenciones de Aperturas, Clausuras, Copas Nacionales, Supercopas, la División Intermedia de 1939, ni campeonatos amistosos sean nacionales o internacionales. Cuatro peruanos, dos uruguayos, dos argentinos, un brasileño, un colombiano y un español fueron los encargados de guiar a Alianza Lima en 20 de los 24 títulos nacionales que ha conseguido hasta la fecha. No se incluyen los títulos de los años 1918, 1919 y 1927 pues no se tiene conocimiento si alguien en particular dirigió al equipo en aquella época.
| Entrenador               | Temporadas            | Títulos Obtenidos      |
| ------------------------ | --------------------- | ---------------------- |
| Guillermo Rivero         | 1928-1934             | 1928, 1931, 1932, 1933 |
| Adelfo Magallanes Campos | 1946-1952 1954-1956   | 1948, 1954, 1955       |
| Luis Guzmán              | 1952-1953             | 1952                   |
| Jaime de Almeyda         | 1961-1966             | 1962, 1963, 1965       |
| Marcos Calderón          | 1975-1976             | 1975                   |
| Juan Eduardo Hohberg     | 1977-1978             | 1977, 1978             |
| Jorge Luis Pinto         | 1997-1998 / 1999-2000 | 1997                   |
| Bernabé Herráez          | 2001                  | 2001                   |
| Gustavo Costas           | 2003-2004 2009-2011   | 2003, 2004             |
| Gerardo Pelusso          | 2006-2007             | 2006                   |
| Pablo Bengoechea         | 2017-2018 / 2019-2020 | 2017                   |
| Carlos Bustos            | 2021-2022             | 2021                   |
| Guillermo Salas          | 2022-2023             | 2022                   |

## Jugadores

### Grandes jugadores

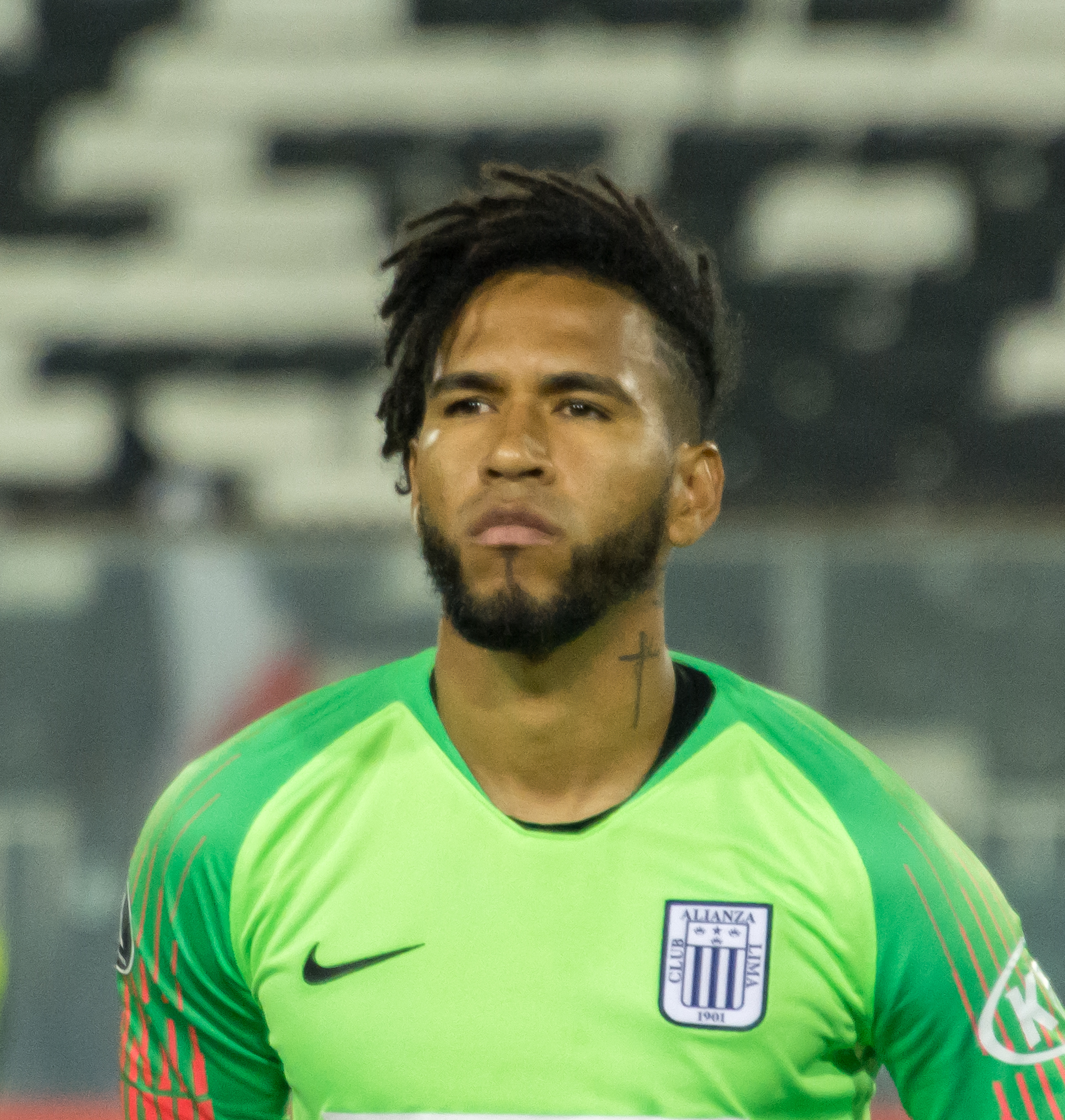
Pedro Gallese defendió el arco casi toda la eliminatoria en la que Perú clasificó para Rusia 2018. Considerado por muchos como el mejor portero del Perú. Campeón con Alianza del Clausura 2019.

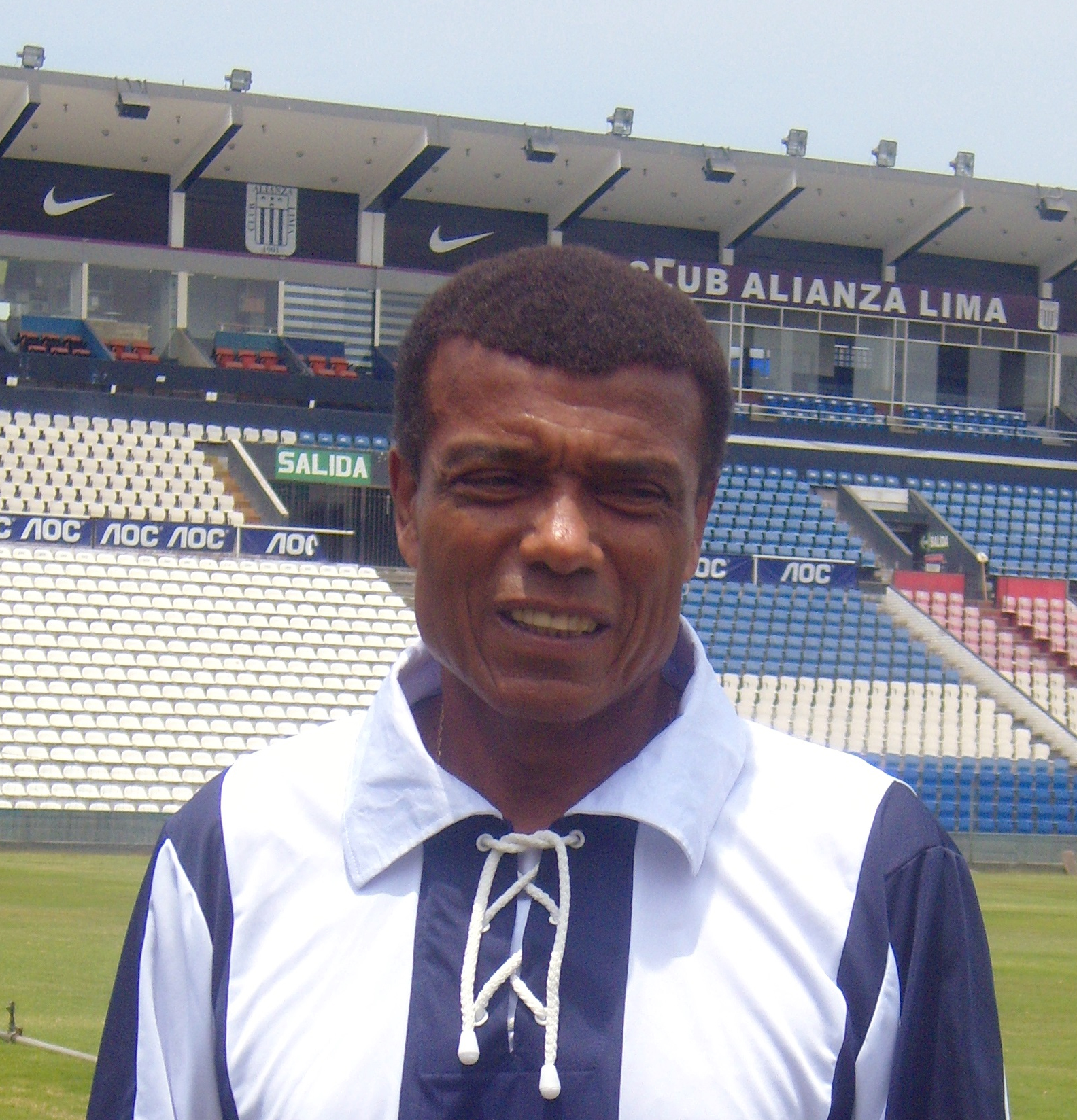
Teófilo Cubillas, referente máximo del fútbol peruano en todo el mundo. Considerado por la IFFHS como el mejor futbolista peruano del siglo XX y uno de los mejores futbolistas sudamericanos del. Uno de los máximos ídolos de Alianza Lima.

Alianza Lima desde su fundación, siempre se caracterizó por aportar jugadores a la selección y uno de los aportes más importantes a través de la historia, fue el que se hizo para las olimpiadas de Berlín 36 Alejandro Villanueva, Juan Valdivieso, Adelfo Magallanes, entre otros. El jugador que ostenta más títulos con Alianza Lima es Jorge Koochoi Sarmiento (7 títulos) y suma en su haber 8 títulos a nivel nacional. A Alejandro Villanueva se le acredita haber sido el responsable del clásico estilo de juego de Alianza Lima, donde se adjudicó la distinción de máximo goleador del campeonato peruano en los años 1928 y 1931. Asimismo, el arquero Juan Valdivieso posee el récord nacional de goles marcados en un solo encuentro: siete. Esto ocurrió en un partido ante Sportivo Unión, donde ubicaron a Valdivieso como delantero, ya que Alejandro Villanueva había sufrido una lesión.
Dos futbolistas importantes de su historia coincidieron en los años 1960 y comienzos de los setenta. Juntos, Víctor Zegarra y Pedro Pablo León obtuvieron el bicampeonato 1962-1963 y el título del año 1965. Zegarra mantiene un récord vigente en la historia del club al permanecer 19 temporadas en Alianza Lima, entre las cuales consiguió otro bicampeonato (1977-1978). León por su parte, anotó cinco goles en un partido válido por la temporada 1973.
El único jugador aliancista y del Perú que aparece en la lista de los FIFA 100 es Teófilo Cubillas, considerado el mayor exponente del fútbol peruano, quien jugó en Alianza Lima doce temporadas (1966-1972, 1977-1978, 1984, 1987-1988) y marcó 167 goles; 13 de ellos en Copa Libertadores de América, convirtiéndose en el máximo goleador aliancista de dicho certamen. Destaca por ser el segundo máximo goleador histórico de la selección de su país y noveno goleador de las Copas del Mundo. En tal competición es el mediocampista más goleador de la historia con 10 goles anotados. Fue nombrado el mejor futbolista peruano del siglo XX por la IFFHS, al integrar la lista 50 Mejores Jugadores del Siglo XX que elaboró FIFA en el 2004. Obtuvo el bicampeonato 1977-1978 y fue el máximo goleador de los campeonatos 1966 y 1970.

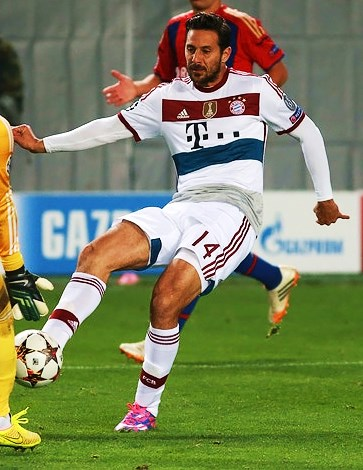
Claudio Pizarro, campeón con Alianza del Clausura 1999 y 2° máximo goleador extranjero de la Bundesliga.

Alianza tuvo el mejor mediocampo del mundo en el año 1978 según la revista argentina El Gráfico, conformado por César Cueto, Teófilo Cubillas y José Velásquez. Cueto fue uno de los futbolistas más técnicos que el fútbol peruano ha producido. Formado en las divisiones menores del club íntimo, formó parte del primer equipo en 1969 a los 17 años de edad. Estuvo presente en los planteles campeones de los años 1975, 1977 y 1978. Hugo Sotil en los años 1970 logró también el bicampeonato 1977-1978 luego de su paso por el Barcelona de España. Anotó 5 goles en la Copa Libertadores 1978, donde el equipo aliancista llegó a semifinales. El arquero José González Ganoza, una de las víctimas en la tragedia del Fokker, fue el jugador con más partidos en su haber, llegando a disputar 475 encuentros. A principios de los años 1990, Waldir Sáenz comenzó su racha goleadora que lo llevó a convertirse en el máximo goleador en la historia de Alianza, ya que logró anotar entre las temporadas 1992-1998, 1999 y 2001-2005; en 178 oportunidades, contando Primera División y Copa Libertadores; en esta última competición destacan los ocho goles anotados por Guillermo La Rosa en la edición de 1978.
En 1998, llegó proveniente del Deportivo Pesquero el delantero Claudio Pizarro, confeso aficionado aliancista. Permaneció en el club hasta mediados de 1999 cuando fue contratado por el Werder Bremen alemán. Un hecho importante para su salida al fútbol europeo fue el partido ante Unión Minas en Matute, ya que el club germano envió emisarios para observar el rendimiento de Pizarro. En ese encuentro el delantero anotó cinco goles, por lo que se concretó su contratación.
La llegada del nuevo milenio trajo consigo nuevos futbolistas como Jefferson Farfán, campeón con Alianza en los torneos 2001, 2003 y 2004. Se consolidó en el equipo titular a partir del año 2002, acentuando su rendimiento en las temporadas 2003 y 2004, donde destacó en el equipo dirigido por Gustavo Costas. Fue contratado por el PSV Eindhoven a mediados del 2004 por más de 4 millones de dólares, cifra récord en su momento. Reimond Manco llegó a las divisiones menores del club blanquiazul proveniente de la Academia Deportiva Cantolao. Durante su estadía en la institución, formó parte de la selección peruana que participó en el Campeonato Sudamericano Sub-17 de 2007 que se disputó en Ecuador; donde fue la figura del torneo, además de clasificar al mundial de Corea del Sur. Fichó por el PSV Eindhoven a mediados del año 2008, por una suma que osciló los tres millones de dólares, récord para una transferencia en el fútbol peruano. Alianza Lima es el club nacional que más futbolistas ha exportado al extranjero en los últimos tiempos.
Futbolistas de diversas nacionalidades han pasado por el Club Alianza Lima a lo largo de su historia, siendo el primero de ellos el uruguayo Romeo Parravicini. Con el tiempo se sumaron jugadores como los chilenos Fernando Martel, Rodrigo Pérez (campeones nacionales en el 2006); René Pinto, José Letelier, «Pancho» Huerta y Parcko Quiroz (cedidos por Colo-Colo en 1987); los brasileños Marquinho (campeón nacional en 1997) y Palhinha (campeón nacional en el 2001); los colombianos Malher Tressor Moreno y Víctor Hugo Marulanda; entre otros.

### Divisiones menores

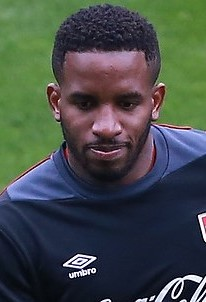
Jefferson Farfán fue parte del plantel que fue campeón en 2001.

El Club Alianza Lima es considerado como la cantera más grande e importante del fútbol peruano al haber aportado la mayor cantidad de jugadores a la selección de fútbol de Perú a lo largo de toda la historia. 
Entre los jugadores más destacados formados en Alianza Lima se encuentran: Teófilo Cubillas, César Cueto, Hugo Sotil, José Velásquez, Víctor Benítez, Pedro Pablo León, André Carrillo, Jefferson Farfán, Paolo Guerrero, entre otros, siendo este último el máximo referente de la cantera aliancista actualmente

### Goleadores
En el siguiente cuadro se muestran los jugadores que han sido máximos goleadores por edición de la primera división peruana y por Copa Libertadores, con la camiseta de Alianza.

#### Primera División del Perú
| Campeonato            | Jugador              | Goles |
| --------------------- | -------------------- | ----- |
| Primera división 1928 | Alejandro Villanueva | 3     |
| Primera división 1931 | Alejandro Villanueva | 16    |
| Primera división 1949 | Juan Emilio Salinas  | 18    |
| Primera división 1952 | Juan Emilio Salinas  | 22    |
| Primera división 1955 | Máximo Mosquera      | 11    |
| Primera división 1958 | Juan Joya            | 17    |
| Primera división 1963 | Pedro Pablo León     | 13    |
| Primera división 1966 | Teófilo Cubillas     | 19    |
| Primera división 1967 | Pedro Pablo León     | 14    |
| Primera división 1970 | Teófilo Cubillas     | 22    |
| Primera división 1977 | Freddy Ravello       | 21    |
| Primera división 1981 | José Carranza        | 15    |
| Primera división 1993 | Waldir Sáenz         | 31    |
| Primera división 1996 | Waldir Sáenz         | 19    |

#### Torneos cortos
| Campeonato           | Jugador                   | Goles |
| -------------------- | ------------------------- | ----- |
| Torneo Apertura 1997 | Waldir Sáenz              | 10    |
| Torneo Apertura 2005 | Juan Diego Gonzáles-Vigil | 11    |
| Torneo Clausura 2022 | Hernán Barcos             | 10    |

### Copa Libertadores de América
| Campeonato             | Jugador           | Goles |
| ---------------------- | ----------------- | ----- |
| Copa Libertadores 1972 | Teófilo Cubillas  | 6     |
| Copa Libertadores 1978 | Guillermo La Rosa | 8     |

### Goleadores históricos
| #  | Jugador              | Goles | Partidos | Promedio | Posición       | Temporadas disputadas                         |
| -- | -------------------- | ----- | -------- | -------- | -------------- | --------------------------------------------- |
| 1  | Waldir Sáenz         | 178   | 349      | 0.51     | Delantero      | 1992-1999 / 2001-2005 / 2008                  |
| 2  | Teófilo Cubillas     | 165   | 251      | 0.66     | Centrocampista | 1966-1972 / 1977-1978 / 1984 / 1988           |
| 3  | Víctor Zegarra       | 128   | 369      | 0.35     | Centrocampista | 1958-1974 / 1977-1978                         |
| 4  | Pedro Pablo León     | 104   | 227      | 0.46     | Delantero      | 1960-1970 / 1973                              |
| 5  | Juan Emilio Salinas  | 102   | 127      | 0.80     | Delantero      | 1948-1956                                     |
| 6  | Freddy Ravello       | 101   | 262      | 0.39     | Delantero      | 1976-1983                                     |
| 7  | Wilmer Aguirre       | 92    | 379      | 0.24     | Delantero      | 2001-2006 / 2008-2011 / 2013-2014 / 2021-2022 |
| 8  | Juan Illescas        | 85    | 370      | 0.23     | Centrocampista | 1977-1988                                     |
| 9  | Juan Rivero Arias    | 77    | 149      | 0.52     | Delantero      | 1971-1977                                     |
| 10 | Alejandro Villanueva | 71    | 99       | 0.72     | Delantero      | 1927-1943                                     |

### Máximas presencias
| #  | Jugador              | Partidos | Goles | Promedio | Posición       | Temporadas disputadas                         |
| -- | -------------------- | -------- | ----- | -------- | -------------- | --------------------------------------------- |
| 1  | Juan Jayo            | 524      | 22    | 0.05     | Mediocampista  | 1990-1998/2002-2008/2009-2012                 |
| 2  | José Gonzáles Ganoza | 509      | 0     | 0        | Portero        | 1969-1987                                     |
| 3  | Jaime Duarte         | 405      | 8     | 0.02     | Defensa        | 1973-1985                                     |
| 4  | Paulo Hinostroza     | 386      | 14    | 0.04     | Centrocampista | 1988-2001                                     |
| 5  | Wilmer Aguirre       | 379      | 92    | 0.24     | Delantero      | 2001-2006 / 2008-2011 / 2013-2014 / 2021-2022 |
| 6  | Henry Quinteros      | 371      | 57    | 0.15     | Centrocampista | 1998-2003/2008-2013                           |
| 7  | Juan Illescas        | 370      | 85    | 0.23     | Centrocampista | 1977-1988                                     |
| 8  | Víctor Zegarra       | 369      | 128   | 0.35     | Centrocampista | 1958-1974/1977-1978                           |
| 9  | Waldir Sáenz         | 349      | 178   | 0.51     | Delantero      | 1992-1999/2001-2005/2008                      |
| 10 | César Cueto          | 319      | 46    | 0.14     | Centrocampista | 1969-1971/1975-1979/1988/1989/1990/1991       |

### 10 transferencias más caras
| Jugador               | Monto (Euros) | Año  | Equipo              |
| --------------------- | ------------- | ---- | ------------------- |
| Jefferson Farfán      | 3,50 millones | 2004 | PSV Eindhoven       |
| Kevin Serna           | 3 millones    | 2024 | Fluminense          |
| Kluiverth Aguilar     | 2,50 millones | 2019 | Manchester City U23 |
| Juan Pablo Freytes    | 2,30 millones | 2025 | Fluminense          |
| Claudio Pizarro       | 1,50 millones | 1999 | Werder Bremen       |
| Wilmer Aguirre        | 1,50 millones | 2010 | San Luis            |
| Yordy Reyna           | 1,50 millones | 2013 | Red Bull Salzburg   |
| Reimond Manco         | 1,40 millones | 2008 | PSV Eindhoven       |
| José Carlos Fernández | 950 mil       | 2010 | Deportivo Quito     |
| Aldair Fuentes        | 850 mil       | 2020 | Fuenlabrada         |

## Plantilla

### Plantilla 2025
- Según las bases de la FPF cada equipo puede incluir en su lista de convocados un máximo de seis extranjeros, pudiendo actuar todos de manera simultánea. Si un jugador extranjero se nacionaliza durante la liga, seguirá contando como tal.
  -   Gaspar Gentile y Hernán Barcos poseen doble nacionalidad, argentina y peruana.
  -   Pablo Lavandeira posee doble nacionalidad, uruguaya y peruana.

### Primer semestre

#### Altas
| Altas          | Altas                  | Altas               | Altas         | Altas   |
| Pos.           | Futbolista             | Procedencia         | Tipo          | Ref.    |
| -------------- | ---------------------- | ------------------- | ------------- | ------- |
| Guardameta     | Guillermo Viscarra     | The Strongest       | Traspaso      | [ 269 ] |
| Defensa        | Guillermo Enrique      | Banfield            | Préstamo      | [ 270 ] |
| Defensa        | Jhoao Velásquez        | Agente libre        | Libre         | [ 271 ] |
| Defensa        | Miguel Trauco          | Criciúma            | Libre         | [ 272 ] |
| Defensa        | Nicolás Amasifuén      | Univ. César Vallejo | Reintegración | [ 273 ] |
| Centrocampista | Fernando Gaibor        | Barcelona           | Libre         | [ 274 ] |
| Centrocampista | Juan Delgado           | Ayacucho            | Reintegración | [ 275 ] |
| Centrocampista | Said Peralta           | Ayacucho            | Reintegración | [ 276 ] |
| Centrocampista | Jean Pierre Archimbaud | Melgar              | Libre         | [ 277 ] |
| Centrocampista | Pablo Ceppelini        | Atlético Nacional   | Libre         | [ 278 ] |
| Centrocampista | Pablo Lavandeira       | Melgar              | Libre         | [ 279 ] |
| Centrocampista | Mauricio Arrasco       | Alianza Universidad | Reintegración |         |
| Delantero      | Alan Cantero           | Barracas Central    | Libre         | [ 280 ] |
| Delantero      | Eryc Castillo          | Coritiba            | Libre         | [ 281 ] |

#### Bajas
| Bajas          | Bajas               | Bajas                  | Bajas           | Bajas   |
| Pos.           | Futbolista          | Destino                | Tipo            | Ref.    |
| -------------- | ------------------- | ---------------------- | --------------- | ------- |
| Guardameta     | Franco Saravia      | Los Chankas            | Fin de contrato | [ 282 ] |
| Defensa        | Jiovany Ramos       | Independiente          | Fin de contrato | [ 283 ] |
| Defensa        | Juan Pablo Freytes  | Fluminense             | Traspaso        | [ 284 ] |
| Defensa        | Sebastián Aranda    | Sport Boys             | Fin de contrato | [ 285 ] |
| Centrocampista | Adrián Arregui      | Temperley              | Fin de contrato | [ 286 ] |
| Centrocampista | Aldair Fuentes      | Cusco                  | Fin de contrato | [ 287 ] |
| Centrocampista | Axel Moyano         | ADT                    | Recisión        | [ 288 ] |
| Centrocampista | Catriel Cabellos    | Sporting Cristal       | Fin de cesión   | [ 289 ] |
| Centrocampista | Sebastián Rodríguez | Montevideo City Torque | Fin de contrato | [ 290 ] |
| Delantero      | Cecilio Waterman    | Coquimbo Unido         | Fin de contrato | [ 291 ] |
| Delantero      | Franco Zanelatto    | OFI Creta              | Fin de contrato | [ 292 ] |
| Delantero      | Óscar Pinto         | ADT                    | Fin de contrato | [ 293 ] |
| Delantero      | Pablo Sabbag        | Suwon FC               | Fin de cesión   | [ 294 ] |

#### Préstamos
| Préstamos      | Préstamos        | Préstamos        | Préstamos     | Préstamos |
| Pos.           | Futbolista       | Destino          | Fin de Cesión | Ref.      |
| -------------- | ---------------- | ---------------- | ------------- | --------- |
| Centrocampista | Cristian Neira   | Cienciano        | 31-12-2025    | [ 295 ]   |
| Centrocampista | Javier Navea     | Alianza Atlético | 31-12-2025    | [ 296 ]   |
| Delantero      | Jeriel de Santis | Caracas          | 30-6-2025     | [ 298 ]   |

### Segundo semestre

#### Altas
| Altas          | Altas                 | Altas       | Altas    | Altas   |
| Pos.           | Futbolista            | Procedencia | Tipo     | Ref.    |
| -------------- | --------------------- | ----------- | -------- | ------- |
| Defensa        | Josué Estrada         | Cienciano   | Traspaso | [ 299 ] |
| Centrocampista | Alessandro Burlamaqui | Intercity   | Libre    | [ 300 ] |
| Centrocampista | Sergio Peña           | PAOK        | Traspaso | [ 301 ] |
| Delantero      | Gaspar Gentile        | Cienciano   | Traspaso | [ 302 ] |

#### Bajas
| Bajas          | Bajas             | Bajas         | Bajas           | Bajas   |
| Pos.           | Futbolista        | Destino       | Tipo            | Ref.    |
| -------------- | ----------------- | ------------- | --------------- | ------- |
| Defensa        | Nicolás Amasifuén | Al-Ain        | Fin de contrato | [ 303 ] |
| Centrocampista | Bassco Soyer      | Gil Vicente   | Traspaso        | [ 304 ] |
| Centrocampista | Gonzalo Aguirre   | Nueva Chicago | Fin de cesión   | [ 305 ] |
| Centrocampista | Javier Navea      | Vendsyssel FF | Fin de contrato | [ 306 ] |
| Delantero      | Víctor Guzmán     | Sporting Club | Traspaso        | [ 307 ] |

## Rivalidades

### Clásicos Lima - Callao
Alianza Lima jugaba el antiguo Clásicos Lima-Callao contra el Club Atlético Chalaco. Encarnizados encuentros que delineaban las fronteras culturales y sociales de limeños y chalacos. El primer Clásico se jugó en 1911 cuando Alianza Lima se llamaba Sport Alianza. El resultado fue favorable a Alianza de 1 a 0. Con el tiempo, el Alianza Lima y Sport Boys se volvió el más importante duelo entre los Clásicos Lima-Callao, pues es uno de los más frecuentes de la Primera División del Perú.

### Superclásico Peruano
El clásico rival de Alianza Lima es Universitario de Deportes. El superclásico es un evento que se repite de manera oficial varias veces por temporada dentro del Campeonato Descentralizado, el cual reproduce el enfrentamiento de dos identidades consideradas antagónicas por esencia. El primero de ellos aconteció el 23 de septiembre de 1928, donde se produjo un altercado entre aliancistas y universitarios que concluyó en la expulsión de cinco jugadores blanquiazules y dos merengues. Las grescas se trasladaron también a las tribunas, donde los simpatizantes de la Federación Universitaria (posteriormente Universitario de Deportes), provocaron a los jugadores de Alianza lanzándoles insultos racistas y golpeándolos con sus bastones. Como réplica, los aliancistas ingresaron por la fuerza a las tribunas para, mediante los golpes, responder a las ofensas. Por tales acontecimientos, este primer encuentro fue bautizado como el Clásico de los Bastonazos.
Con el paso de los años, este partido fue escenario de altercados de gran magnitud, que terminaron con varios expulsados. Debido a ello, se acentuó la rivalidad más antigua del fútbol peruano, en la cual Alianza ostenta una importante ventaja con respecto a su rival, al ganar 139 veces frente a 119 del rival en 361 clásicos. También ha convertido más goles que su clásico rival con un total de 487 anotaciones.
El 12 de junio de 1949, Alianza Lima ganó por marcador de 9:1, siendo este el clásico peruano más abultado en toda la historia.
Los íntimos, ganaron el primer clásico de la era profesional, el 2 de septiembre de 1951 por el marcador de 3:4; así como también el primer encuentro desde que el campeonato se vuelve descentralizado, con el resultado final de 3:2 el 5 de noviembre de 1966. Entre 1962 y 1963, Alianza consiguió 7 victorias consecutivas. Alianza Lima ha ganado dos clásicos por Walkover (En 1931 y 1935) Asimismo, los dos únicos clásicos por Copa Sudamericana los ganó Alianza Lima, ambos por 1-0.
En provincias, las estadísticas también son favorables al club aliancista, pues se disputaron 19 encuentros en el interior del Perú, con nueve victorias blanquizules, tres cremas y siete empates.

#### Últimos 10 partidos
| Temporada                   | Local         | Visitante     | Resultado | Detalles                                                                         |
| --------------------------- | ------------- | ------------- | --------- | -------------------------------------------------------------------------------- |
| Liga1 2019 - Clausura       | Universitario | Alianza Lima  | 1:0       | Goles: Quintero 24'                                                              |
| Liga1 2020                  | Universitario | Alianza Lima  | 2:0       | Goles: Corzo 27', Dos Santos 90+4'                                               |
| Liga1 2021                  | Universitario | Alianza Lima  | 1:2       | Goles: Cabanillas 90' / Ricardo Lagos 33', Axel Moyano 90+5'                     |
| Liga1 2022 - Apertura       | Universitario | Alianza Lima  | 1:4       | Goles: Miguez 61' / Jairo Concha 26' 30', Arley Rodríguez 69', Hernán Barcos 80' |
| Liga1 2022 - Clausura       | Alianza Lima  | Universitario | 0:2       | Goles: Rugel 54', Succar 80'                                                     |
| Liga1 2023 - Apertura       | Universitario | Alianza Lima  | 1:2       | Goles: Urruti 72' / Pablo Sabbag 19', Gabriel Costa 56'                          |
| Liga1 2023 - Clausura       | Alianza Lima  | Universitario | 0:0       |                                                                                  |
| Liga1 2023 - Final (ida)    | Universitario | Alianza Lima  | 1:1       | Goles: Valera 63' / Gabriel Costa 90+4'                                          |
| Liga1 2023 - Final (vuelta) | Alianza Lima  | Universitario | 0:2       | Goles: Flores 3', Calcaterra 82'                                                 |
| Liga1 2024 - Apertura       | Alianza Lima  | Universitario | 0:1       | Goles: Polo 18'                                                                  |

### Clásico delsigloXXI: Alianza Lima - Sporting Cristal

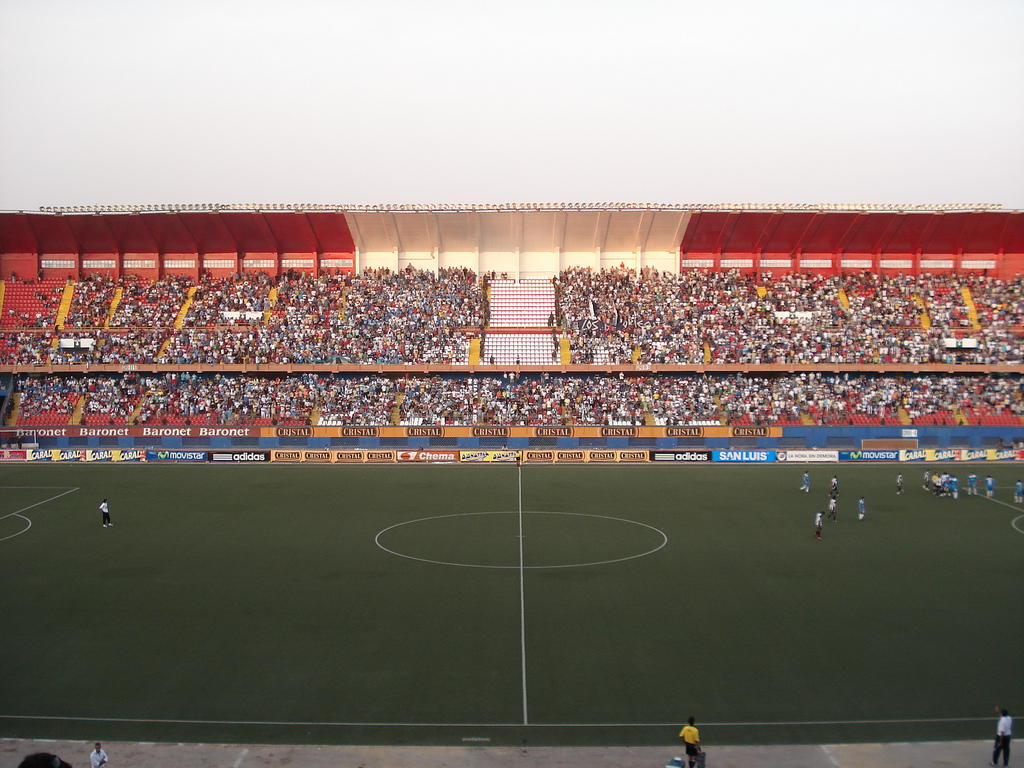
Alianza Lima vs. Sporting Cristal en 2008.

Desde el comienzo del siglo 21 estos equipos se han adjudicado alternadamente los últimos títulos: Alianza conquistó los campeonatos de 2001, 2003, 2004, 2006, 2017, 2021 y 2022; en los campeonatos 2003 y 2004, Alianza y Cristal se enfrentaron en sendas finales para definir al campeón nacional, siendo ambas favorables al cuadro íntimo. Cristal, consiguió los títulos nacionales 2002, 2005, 2012, 2014, 2016, 2018 y 2020 por lo que la rivalidad se mantiene. Los partidos entre estos dos equipos tienen como escenario, en su mayoría, dos estadios: el estadio Alejandro Villanueva y el estadio Nacional del Perú. Sporting Cristal no puede utilizar el de su propiedad, el estadio Alberto Gallardo, pues su capacidad es muy limitada, además por el hecho que su infraestructura impide llevar a cabo encuentros de alto riesgo. Desde el campeonato de 1956, cuando se enfrentaron por primera vez con victoria de Alianza por 2:1, estos dos cuadros han jugado en 197 ocasiones, de las cuales 70 ganó Alianza y 59 el Sporting Cristal. En total hubo 68 empates, fueron marcados 487 goles (251 de Alianza Lima). En el Torneo Apertura del año 2004, los blanquiazules consiguieron el resultado más abultado en esta clase de partidos. Fue un 5:0, en donde cabe destacar que Sporting Cristal jugó con un equipo alterno.

## Datos del club
- Puesto histórico en Perú (1966-Act.): 3.°
- Temporadas en Primera División del Perú: 107 (1912-1938) - (1940-Actualidad)[69]
- Temporadas en Segunda División del Perú: 1 (1939)[54][55]
- Mayor goleada conseguida:
  - En campeonatos nacionales de local: Alianza Lima 11:0 Sport Pilsen (1 de noviembre de 1984, segunda maxima goleada del fútbol peruano).[316][255]
  - En campeonatos nacionales de visita: La Loretana 1:6 Alianza Lima (Campeonato Descentralizado 1996).[317]
  - En campeonatos internacionales de local: Alianza Lima 6:1 Jorge Wilstermann (Copa Libertadores 1995).[255]
  - En campeonatos internacionales de visita: Oriente Petrolero 0:4 Alianza Lima (Copa Libertadores 1978).[261]

- Mayor goleada recibida:
  - En campeonatos nacionales de local: Alianza Lima 0:5 Universidad San Martín (Campeonato Descentralizado 2007).
  - En campeonatos nacionales de visita: Sport Boys 8:1 Alianza Lima (2 de julio de 1972).
  - En campeonatos internacionales de local: Alianza Lima 0:4 Cruzeiro (1976), Alianza Lima 0:4 Gremio (1997) y Alianza Lima 0:4 Huracán (2015).
  - En campeonatos internacionales de visita: River Plate 8:1 Alianza Lima (Copa Libertadores 2022).

- Mejor puesto IFFHS:
  - Ranking a nivel mundial 60.º (2010).
  - Mejor equipo de Perú (2010).

- Goleador histórico en Copa Libertadores de América: Teófilo Cubillas con 13 goles.[318]

- Jugador entre los FIFA 100: Teófilo Cubillas, único por Perú.[319]

- Mejor promedio de gol: Juan Emilio Salinas (102 goles en 127 partidos, 0.8).

- Mejor participación internacional: Campeón (Copa Simón Bolívar 1976) / Semifinales (Copa Libertadores 1976, Copa Libertadores 1978 y Copa Merconorte 1999).

- Jugador aliancista con más goles en Olimpiadas: Alejandro Villanueva con 4 goles en las Olimpiadas de 1936.

- Mejor mediocampo de la primera fase de la Copa Mundial de Fútbol de 1978: Teófilo Cubillas, César Cueto y José Velásquez.

- Mayor tiempo invicto: 3 años entre 1931 y 1934 (28 partidos).

- Mejor promedio de gol por partido en un año: 4.8 goles por partido en 1931.

- Enfrentamientos con selecciones campeonas del mundo: Uruguay en 1954, quedó empatado 2 a 2 y fue jugado en el Estadio Nacional. Los goles aliancistas fueron de Óscar Gómez Sánchez y Máximo Mosquera.

- Jugador con más títulos: Jorge Koochoi Sarmiento (8 títulos con el equipo blanquiazul y 9 en total).

- Jugador con más partidos: José Gonzáles Ganoza 508 partidos (1973 a 1987).

- Jugador con más temporadas: Víctor Zegarra (19 temporadas)

- Transferencia más cara: Jefferson Farfán (al PSV Eindhoven por 3,5 millones de euros en 2004).

- Jugador con más goles en un partido: Juan Valdivieso, a pesar de ser arquero, jugó como delantero ante la lesión de Alejandro Villanueva en 1933 y anotó 7 goles ante Sportivo Unión, el encuentro finalizó 8 a 1 a favor de Alianza Lima.

- Arquero con más tiempo invicto en torneos nacionales: José Mendoza con 802 minutos invicto en 1985.

- Arquero con más tiempo invicto en torneos cortos: George Forsyth con 553 minutos invicto en 2006.

- Técnico con más títulos ganados: Guillermo Rivero (4 títulos, 1928; 1931; 1932 y 1933).

- Técnico con más partidos dirigidos: Gustavo Costas (177 partidos).

- Gol más rápido: Félix Suárez, a los 6 segundos de comenzado el partido, en el encuentro Alianza Lima 3-0 Independiente Santa Fe, por la Copa Libertadores 1976.[320][321]

- Campeón invicto de la Primera División del Perú: 4 veces (1927, 1931, 1932, 1933).

- Años siendo el máximo campeón de la Primera División del Perú: 65 (1919-1973) (1975-1986).

## Participaciones internacionales
| Torneo              | Ediciones jug. | Edición |
| ------------------- | -------------- | --- |
| Copa Libertadores   | 30             | 1963, 1964, 1966, 1972, 1976, 1978, 1979, 1983, 1987, 1988, 1994, 1995, 1997, 1998, 2000, 2002, 2003, 2004, 2005, 2007, 2010, 2011, 2012, 2015, 2018, 2019, 2020, 2022, 2023, 2024 |
| Copa Sudamericana   | 4              | 2002, 2003, 2014, 2017 |
| Copa Merconorte (d) | 4              | 1998, 1999, 2000, 2001 |
| Copa Conmebol (d)   | 1              | 1996 |

(d) Torneo internacional desaparecido.

### Por competición
- En negrita competiciones en activo.

| Torneo                       | TJ | PJ  | PG | PE | PP  | GF  | GC  | Dif. | Puntos | Mejor desempeño  |
| ---------------------------- | -- | --- | -- | -- | --- | --- | --- | ---- | ------ | ---------------- |
| Copa Libertadores de América | 29 | 180 | 38 | 33 | 109 | 164 | 317 | –153 | 147    | Semifinal        |
| Copa Sudamericana            | 4  | 12  | 4  | 2  | 6   | 6   | 11  | –5   | 14     | Cuartos de final |
| Copa Conmebol                | 1  | 2   | 1  | 0  | 1   | 3   | 3   | 0    | 3      | Octavos de final |
| Copa Merconorte              | 4  | 26  | 9  | 7  | 10  | 33  | 33  | 0    | 34     | Semifinal        |
| Total                        | 38 | 220 | 52 | 42 | 126 | 206 | 364 | -158 | 198    | —                |

## Alianza Lima en la cultura popular

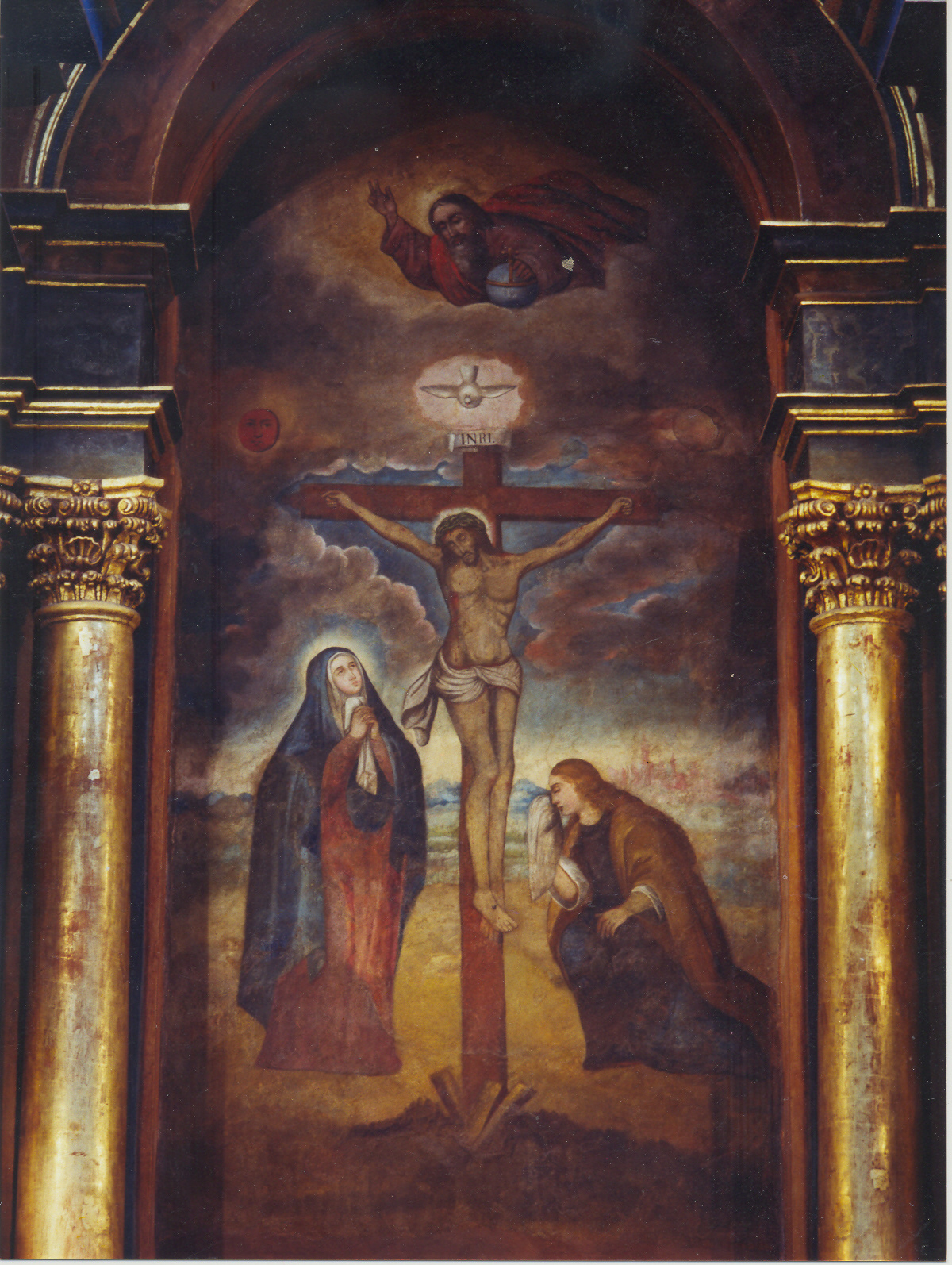
Imagen del Señor de los Milagros, Santo Patrono del club aliancista.

Siendo una institución centenaria, Alianza Lima es parte importante de la cultura popular peruana e incluso foránea. Son diversas las menciones al club en canciones, polcas, composiciones, valses y manifestaciones religiosas. El compositor peruano Felipe Pinglo, considerado el padre de la música criolla en su país, era un aficionado que le dedicó a menudo polcas y valses. Pinglo, admiraba el juego de su ídolo Alejandro Villanueva, por lo que decidió resaltar sus virtudes en el fútbol mediante versos que luego fueron canciones. El 16 de agosto de 1932, Pinglo compuso el vals Alejandro Villanueva y dos años después, la polca llamada Villanueva el As. En aquel género también destacó Pedro Espinel, conocido como «El Rey de las Polcas», que al igual que Pinglo dedicó algunas de sus composiciones a Villanueva. Años después, Arturo «Zambo» Cavero junto con Óscar Avilés grabaron el tema de Espinel con su nombre original, al cual le dieron un estilo diferente.
En el ámbito de la llamada música chicha (género musical producto de la fusión entre miniatura, huayno y ritmos tropicales), su mayor exponente, Lorenzo Palacios Quispe, conocido en el ambiente artístico como «Chacalón», era un acérrimo hincha aliancista. En vida, mencionó al club blanquiazul entre las estrofas de sus canciones en más de una ocasión, equipo del que se volvió aficionado luego de vivir parte de su vida en el distrito de La Victoria. El cantante mantuvo relación amical con parte del plantel que perdió la vida en la tragedia de 1987.
Esa misma tragedia trajo consigo muchas especulaciones y rumores en la población peruana. Una versión muy divulgada fue que la aeronave de la Marina de Guerra del Perú traía grandes cantidades de cocaína en los compartimientos del avión, y que los jugadores al percatarse del hecho, amenazaron a los oficiales con denunciarlos ante la justicia peruana. Se especuló que los militares ante tal situación, ejecutaron a los jugadores disparándoles; ocasionando el accidente antes de que el avión aterrizara.
Alianza también ocupa un lugar en la tradición religiosa del Perú. Aparte de cambiar su uniforme los octubres, José Achong Carrión inculcó a los jugadores aliancistas el rezo al Señor de los Milagros antes de cada encuentro, además de ingresar con sus imágenes a los vestuarios. Incluso actualmente, al pie de las escaleras que llevan del camerino a la cancha, hay un mosaico con la figura del Cristo Moreno, con el cual en ocasiones algunos futbolistas se persignan antes de disputar algún partido.
El equipo blanquiazul ha influido en la creación de otros clubes de fútbol, como el Alianza Fútbol Club de El Salvador, el cual es uno de los equipos más populares y exitosos en su país de origen. Un hombre apellidado Hocklenderd de nacionalidad peruana, bautizó al cuadro salvadoreño con dicho nombre en honor al equipo aliancista, del cual era simpatizante. Alianza figura igualmente en la gastronomía peruana, al asociársele con un postre tradicional llamado mazamorra morada. Esto debido a la conmemoración que ambos hacen al mes de octubre, pues el postre se prepara especialmente en ese período; además del color en común al usar el uniforme especial.

## Alianza Lima y la Selección de fútbol del Perú
Son muchos los jugadores de Alianza que a lo largo de la historia han sido seleccionados para representar a Perú en algún evento internacional. Desde los primeros campeonatos sudamericanos hasta las cinco ediciones que la selección peruana jugó Copas del Mundo en Uruguay, México, Argentina, España y Rusia.

### Copas del Mundo
Alianza Lima es el club que más jugadores aportó a la selección peruana en Mundiales. Además, de los 19 goles de la Selección Peruana en Mundiales, doce fueron de sus futbolistas. Es más, todas las anotaciones de la bicolor en Argentina 1978 (siete) tienen sello blanquiazul. La selección peruana de fútbol participó en la primera Copa del Mundo que se realizó en Uruguay en el año 1930 en calidad de invitada. En esa primera competencia mundial, los jugadores aliancistas Alejandro Villanueva, José María Lavalle, Juan Valdivieso, Demetrio Neyra, entre otros, fueron convocados. Pasaron cuarenta años para que la selección peruana esté presente nuevamente en una Copa del Mundo. Así, en 1970, cuatro jugadores blanquiazules partieron a México para representar al Perú. La mayor cantidad de seleccionados aliancistas se produjo en Argentina 1978, donde convocaron a un total de ocho jugadores, misma cantidad que en 1930. En la Copa Mundial disputada en España en el año 1982, fueron convocados cuatro futbolistas de la institución victoriana. Finalmente para Rusia, solo se convocó a un jugador del club. El mediocampista Teófilo Cubillas es el jugador aliancista con más presencias en mundiales, estando presente en las ediciones de 1970, 1978 y 1982.
| Uruguay 1930: - Juan Valdivieso. - José María Lavalle. - Demetrio Neyra. - Alejandro Villanueva. - Julio Quintana - Jorge Sarmiento - Alberto Soria - Domingo García | México 1970: - Teófilo Cubillas. - Julio Baylón. - Pedro Pablo León. - Javier Gonzáles. | Argentina 1978: - Jaime Duarte. - José Velásquez Castillo. - César Cueto. - Teófilo Cubillas. - Guillermo La Rosa. - Roberto Rojas - Hugo Sotil. - Juan Cáceres | España 1982: - José Gonzáles Ganoza. - Jaime Duarte. - Jorge Olaechea. - Salvador Salguero. | Rusia 2018: - Miguel Araujo. |

### Copa América

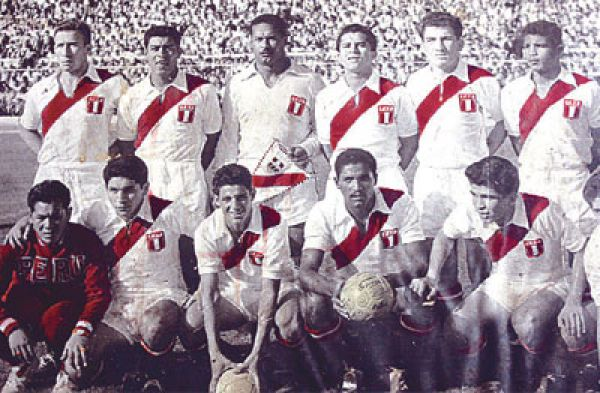
Plantilla del seleccionado de 1959 que contaba con las figuras de los aliancistas Juan Joya, Óscar Gómez Sánchez y Víctor Benítez.

En cuanto a Copas América, Alianza aportó jugadores en todas las ediciones en las que participó el elenco peruano con excepción de la edición de 1929, donde la Federación Peruana de Fútbol sancionó al club por negarse a prestar jugadores en aquel torneo, ya que la institución atravesaba, por ese entonces, una difícil situación económica. La Copa América 2004 fue la edición en las que hubo más presencias aliancistas con un total de ocho seleccionados. En cambio, en las Copas América de 1989 y 1995 solo fue convocado un jugador aliancista: Juan Reynoso y Juan Jayo respectivamente.
| Copa América 1927: - Filomeno García. - Jorge Koochoi Sarmiento. - José María Lavalle. - Alberto Montellanos. - Demetrio Neyra. - Eugenio Segalá. - Alejandro Villanueva. Copa América 1935: - Eulogio García. - José Morales. - Juan Valdivieso. - Alejandro Villanueva. - Domingo García. Copa América 1937: - José María Lavalle. - Adelfo Magallanes. - Juan Valdivieso. - Alejandro Villanueva. Copa América 1939: - Adelfo Magallanes. - Juan Quispe. - Juan Valdivieso. Copa América 1941: - Adelfo Magallanes - Juan Quispe. Copa América 1942: - Adelfo Magallanes. - Juan Quispe. Copa América 1947: - Félix Castillo. - Carlos Gómez Sánchez. - Cornelio Heredia. Copa América 1949: - Gerardo Arce. - Félix Castillo. - Félix Fuentes. - Carlos Gómez Sánchez. - Cornelio Heredia. - Víctor Pedraza. - Juan Emilio Salinas. | Copa América 1953: - Guillermo Barbadillo. - Roberto Castillo. - Óscar Gómez Sánchez. Copa América 1955: - Guillermo Barbadillo. - Félix Castillo. - Óscar Gómez Sánchez. Copa América 1956: - Guillermo Barbadillo. - Félix Castillo. - Óscar Gómez Sánchez. - Cornelio Heredia. Copa América 1957: - Víctor Benítez. - Juan Joya. Copa América 1959: - Víctor Benítez. - Óscar Gómez Sánchez. - Juan Joya. Copa América 1963: - Rodolfo Bazán. - Juan de la Vega. - Pedro Pablo León. - Víctor Rostaing. - Enrique Tenemás. Copa América 1975: - César Cueto. - José González Ganoza. - Santiago Ojeda. - José Velásquez. Copa América 1979: - Jaime Duarte. - Guillermo La Rosa. - Jorge Olaechea. - Freddy Ravello. Copa América 1987: - José González Ganoza. - Juan Reynoso. - Eugenio La Rosa. | Copa América 1989: - Juan Reynoso. Copa América 1991: - Jesús Purizaga. - César Rodríguez. Copa América 1993: - José Soto. - Mario Rodríguez. - Darío Muchotrigo. - Waldir Sáenz. - Agapito Rodríguez. Copa América 1995: - Juan Jayo Legario. Copa América 1997: - José Luis Reyna. - César Rosales. - Waldir Sáenz. Copa América 1999: - José Soto. - Claudio Pizarro. - José Chacón. Copa América 2001: - José Soto. - Marco Flores. - Luis Hernández. Copa América 2004: - Martín Hidalgo. - Walter Vílchez. - Juan Jayo Legario. - Aldo Olcese. - Guillermo Salas. - Jefferson Farfán. - Marko Ciurlizza. - Leao Butrón. Copa América 2007: - Jhoel Herrera. - George Forsyth. Copa América 2011: - Christian Ramos. - Salomón Libman. | Copa América 2015: - Christian Cueva. Copa América 2016: - Óscar Vílchez. Copa América 2019: - Pedro Gallese. Copa América 2024: - Carlos Zambrano. - Franco Zanelatto. |

### Juegos Olímpicos

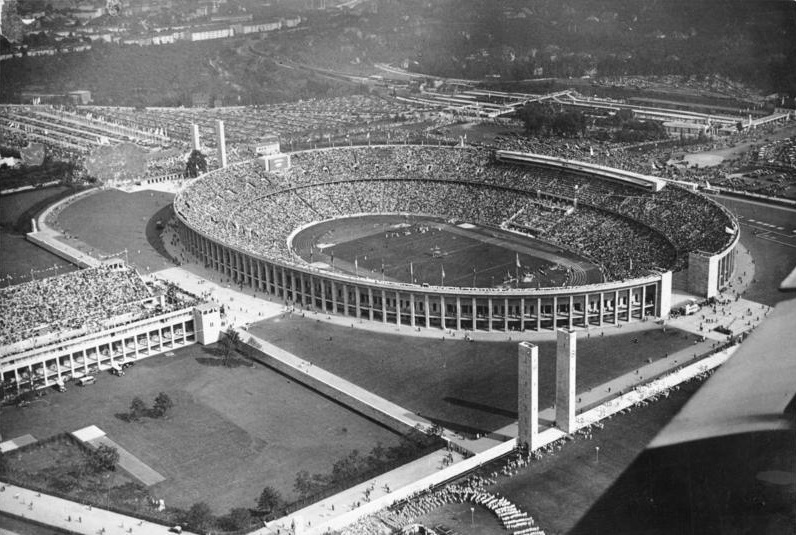
Vista aérea del Estadio Olímpico de Berlín.

Alianza Lima ha estado presente en las dos Olimpiadas en las que la selección peruana de fútbol alcanzó a participar, aportando al conglomerado nacional a varios elementos de su plantel deportivo.
| Juegos Olímpicos de Berlín 1936: - José María Lavalle. - Adelfo Magallanes. - José Morales. - Juan Valdivieso. - Alejandro Villanueva. - Eulogio García. - Enrique Landa. | Juegos Olímpicos de Roma 1960: - Daniel Eral. |

## Palmarés
| Alianza Lima                                                                | 25 | 19 | 2 | 1 | 46 |
| Datos actualizados a la consecución del último título el 28 de mayo de 2023 |    |    |   |   |    |

### Torneos nacionales
| Competición nacional                  | Títulos | Subcampeonatos |
| ------------------------------------- | --- | --- |
| Primera División del Perú (25/25)     | 1918, 1919, 1927, 1928, 1931, 1932, 1933, 1948, 1952, 1954, 1955, 1962, 1963, 1965, 1975, 1977, 1978, 1997, 2001, 2003, 2004, 2006, 2017, 2021, 2022. | 1914, 1917, 1926, 1930, 1934, 1935, 1937, 1943, 1953, 1956, 1961, 1964, 1971, 1982, 1986, 1987, 1993, 1994, 1996, 1999, 2009, 2011, 2018, 2019, 2023. (Récord) |
| Segunda División del Perú (1/0)       | 1939. | |
| Copa Inca (1/1)                       | 2014. (Récord compartido) | 2015. (Récord compartido) |
| Copa de Liga del Perú (1/0)           | 1928. (Récord) | |
| Supercopa de Campeones del Perú (1/0) | 1919.(Récord) | |

### Torneos internacionales
| Competición internacional | Títulos                   | Subcampeonatos |
| ------------------------- | ------------------------- | -------------- |
| Copa Simón Bolívar (1/0)  | 1976. (Récord compartido) |                |

## Filiales

### Sport Alianza N°2
Fue el segundo equipo del Sport Alianza, formado en el año 1914. Participó en la Segunda División de la Liga Peruana de Fútbol, durante 1915 al 1925.[cita requerida]

### Alcides Vigo
Fue un equipo filial de Alianza Lima, el cual le prestaba jugadores de la reserva para su preparación. En el año 2000, consiguió el subcampeonato de la Segunda División y en el año 2001, pudo campeonar, pero no logró ascender a Primera División al perder el partido de revalidación contra Deportivo Wanka.

### Deportivo Bella Esperanza
En la década de los 90, este club llegó a ser filial de Alianza Lima, el cual le cedía algunos jugadores juveniles, siendo filial del club íntimo, logró el subcampeonato de la Segunda División de 1997, quedándose a 1 punto del primer lugar, Lawn Tenis, equipo que subió a Primera División.

## Premios y reconocimientos

### A nivel nacional
- 3º mejor club del ranking histórico del Campeonato Descentralizado (1966-2018).[375]
- 3º mejor club de la tabla acumulada del Campeonato Descentralizado (1966-Act.).[376]
- 4º mejor club de la tabla porcentual del Campeonato Descentralizado (1966-Act.).[377]
- Mejor club de la tabla acumulada del Torneo Apertura (1997-Act.).[378]
- 2º mejor club de la tabla acumulada del Torneo Clausura (1997-Act.).[379]

### A nivel internacional
- 3º mejor club peruano del ranking histórico de la Copa Libertadores.[380]
- 3º mejor club peruano del ranking histórico de la Copa Sudamericana.[381]
- Mejor club peruano del ranking histórico de la Copa Merconorte.
- 5º mejor club del ranking histórico de la Copa Merconorte.
- 4º mejor club peruano del ranking histórico de la Copa Conmebol.
- Mejor club peruano del ranking histórico de la Copa Libertadores Sub-20.
- 3º mejor club peruano en el ranking mundial histórico de la Federación Internacional de Historia y Estadística de Fútbol.[382]
- 2º mejor equipo mundial del mes según la Federación Internacional de Historia y Estadística de Fútbol (junio de 2002).[383]
- 2º mejor equipo mundial del mes según Goal.com (marzo de 2010).[384]
- Mejor club peruano del año 2010.[385]